# 2e régiment de hussards (France)
Pour les articles homonymes, voir 2e régiment.
Le 2e régiment de hussards (2e RH), est une unité de cavalerie de l'armée française, créé sous la Révolution à partir du régiment de Chamborant hussards, un régiment de cavalerie français d'Ancien Régime créé en 1735. Dès sa création, il avait pour but d'opérer sur les arrières de l’ennemi et y mener des actions audacieuses, sa réputation s'est acquise sous les ordres du marquis de Chamborant entre 1761 et 1791.
Fidèle à son histoire, le 2  RH est resté un régiment de cavalerie légère dont les hussards sont toujours recrutés pour leur capacité à renseigner au-delà des lignes ennemies. Il est actuellement le régiment blindé de recherche du renseignement de l'Armée de terre.
Le régiment appartient à la Brigade de renseignement et cyber-électronique (BRCE) (recréée en 2024) elle même subordonnée au commandement des actions dans la profondeur et du renseignement (CAPR), également créé en 2024, et, est stationné à Haguenau en Alsace. Spécialisé dans l’infiltration, le camouflage, le renseignement, les techniques de survie, les techniques de communication et les dernières technologies, le 2e hussards se caractérise par la mobilité de ses équipes qui sont déployables sur court préavis. Ce sont des cavaliers du renseignement extrêmement discrets.

## Création et différentes dénominations
Le 21 décembre 1734, la décision de créer un troisième régiment de Hussards prise à Versailles par le roi Louis XV, après la création des régiments permanents de Rattsky (1716) et de Bercheny (1720) est prise.
Puis, le 25 janvier 1735 à Strasbourg, est mise sur pied la création du régiment d' Esterhazy Houzards, au profit du comte Valentin-Joseph Esterhazy.

Enfin, le 1er août 1743 : le régiment d'Esterhazy Houzards devient le régiment David Houzards, aux ordres du chevalier Zsigmond David.

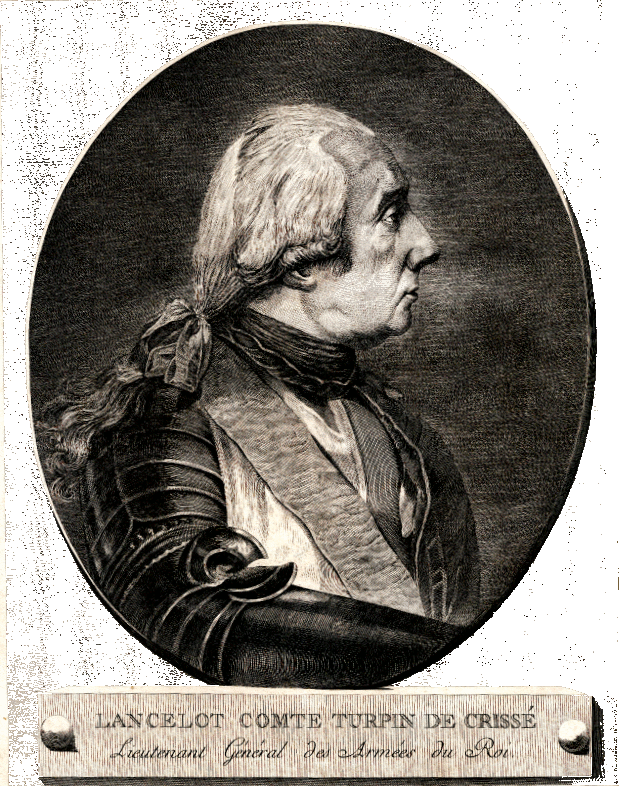
Le comte Lancelot Turpin de Crissé.

En janvier 1747, le régiment prend le nom de son nouveau mestre de camp, le comte Lancelot Turpin de Crissé de Sanzay et se fait connaître sous le nom de Turpin Houzards.

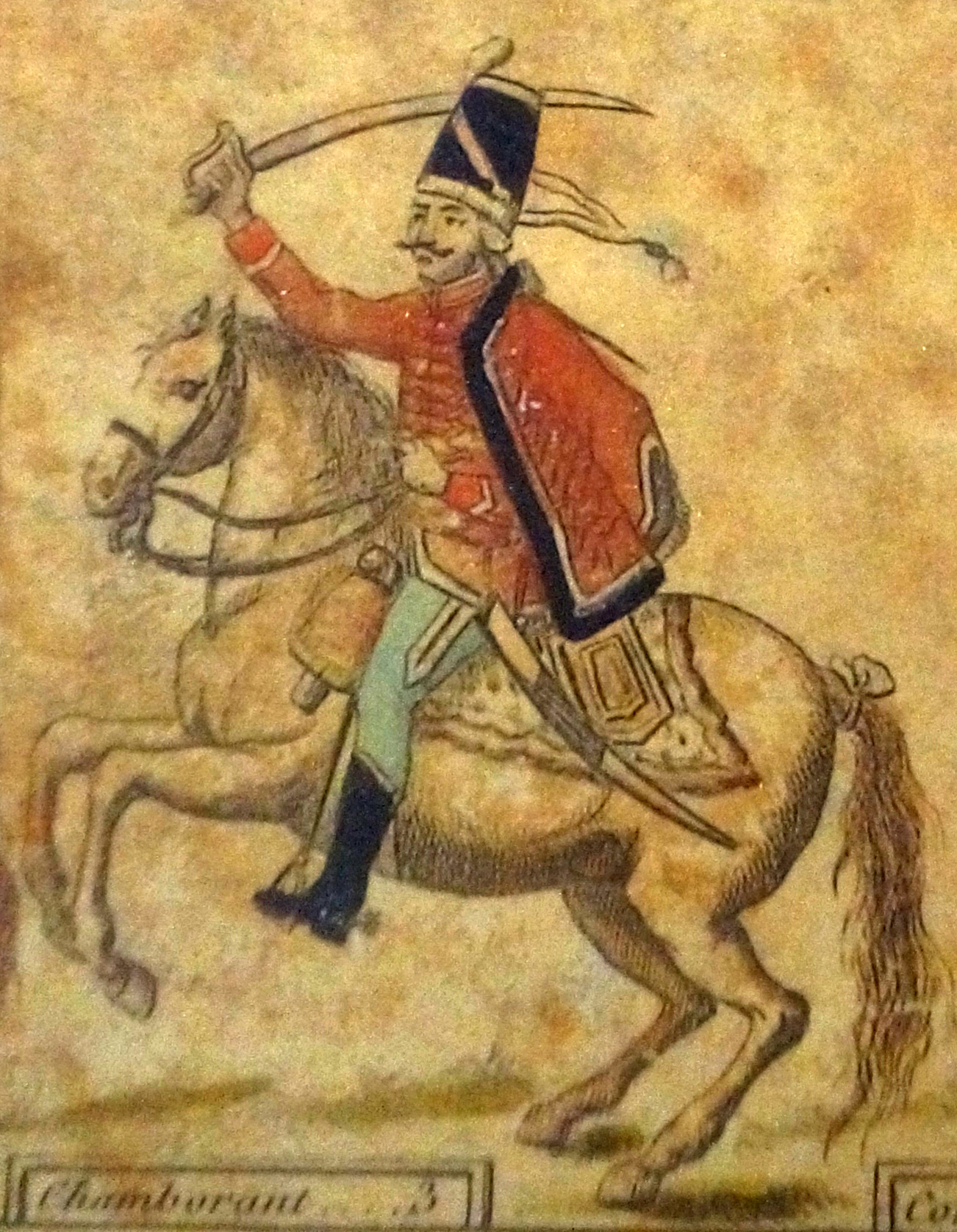
Illustration d'un cavalier du régiment de Chamborant.

De plus, en février 1761 : son nouveau mestre de camp, le marquis André-Claude de Chamborant de la Clavière lui donne son nom.
Enfin en 1791, le régiment est nommé 2e régiment de hussards
Par tradition, les cinq premiers régiments de hussards sont dénommés avec l'ancien terme « Houzard »[réf. nécessaire], en mémoire des premiers escadrons de houzards hongrois. L'appellation de tradition du 2e hussards est Chamborant Houzards ou hussards de Chamborant et parfois les frères bruns.
- 1814 : régiment des hussards de la Reine
- 1815 : reprend le nom de 2e régiment de hussards, licencié en septembre 1815
- 1816 : Régiment de hussards de la Meurthe, organisé à Metz, le 21 février 1816
- 1825 : reprend le nom de 2e régiment de hussards
- 1939 : dissous et transformé en :
  - 16e groupe de reconnaissance de corps d'armée (16e GRCA)
  - 23e groupe de reconnaissance de division d'infanterie (23e GRDI)
  - 39e groupe de reconnaissance de division d'infanterie (39e GRDI)
  - 71e groupe de reconnaissance de division d'infanterie (71e GRDI)
  - 74e groupe de reconnaissance de division d'infanterie (74e GRDI)
  - 80e groupe de reconnaissance de division d'infanterie (80e GRDI)
- 1940 : recréation le 9 août 1940 du 2e régiment de hussards
- 1942 : dissous le 25 novembre 1942
- 1944 : 2e régiment de hussards
- 1946 : dissous et immédiatement recréé avec les éléments du 4e régiment de hussards
- 1979 : transféré de sa garnison d'Orléans à Sourdun  où il prend la place à l'ordre de bataille comme régiment de reconnaissance du 3e Corps d'Armée du 9e RH dissous.
- 2009 : Quitte la garnison de Sourdun pour Haguenau

## Colonels/chef-de-brigade
- 1735-1743 : comte Esterhazy, propriétaire du régiment qui porte son nom ;
- 1743-1747 : chevalier David, propriétaire du régiment qui porte son nom ;
- 1747-1761 : comte de Turpin, propriétaire du régiment qui porte son nom ;
- 1761-1791 : marquis de Chamborant de la Clavière, propriétaire du régiment qui porte son nom, le commandement du régiment étant confié à un mestre de camp :
  - 1767-1782 : baron de Lindenbaum ;
  - 1782-1783 : chevalier de Pistoris ;
  - 1783-1788 : chevalier de Bozé ;
  - 1788-1789 : baron de Rozen ;
  - 1789-1791 : comte de Bozé ;
- 1791-1792 : baron Jean-Conrad von Malsen
- 1792-1793 : comte Charles Louis Joseph de Gau de Fregeville
- 1793-1806 : baron Jean-François Thérèse Barbier (qui peint des gouaches du régiment)
- 1806-1809 : baron François-Joseph Gérard
- 1809-1813 : baron Gilbert-Julian Vinot
- 1813-1815 : baron Louis de Séganville
- 1815-1821 : prince Joseph-Marie de Savoie-Carignan
- 1821-1830 : vicomte Gauthier de Rigny
- 1830-1843 : comte Duroc de Chabannes
- 1843-1848 : Joseph Oronce Gagnon (1796-1883), général de division
- 1848-1855 :  Aimable Désiré Dumor
- 1855-1862 :  Louis Pierre François L'Huillier
- 1862-1868 : François Hippolyte Gadic (1808-1882)
- 1868-1873 : Paul Carrelet
- 1873-1875 : Jean-Baptiste Aubert
- 1875-1882 : Jérôme de Bonne
- 1882-1887 : Joseph-Léon Roustain
- 1887-1894 : Camille de La Forgue de Bellegarde
- 1894-1898 : Ferdinand de Chalendar
- 1898-1904 : Charles-Marie-Victor d'Hombres de Malbois[1]
- 1904-1908 : Henri-Étienne-Espérance Gouget de Landres
- 1908-1914 : François-Auguste Carles de Carbonnières[2]
- 1914-1917 : René-Pierre-Victor-Eugène-Marie Gouzil[3]
- 1918-1919 : Georges Cyrille Chevillot
- 1919-1920 : François René Boullaire
- 1920-1921 : Marcel François Huet
- 1921-1923 : Pierre Félix Jean Adolphe Pichon-Vendeuil[4]
- 1923-1930 : Joseph-Marie-Edouard Potiron de Boisfleury
- 1930-1932 : Cyr de Lafon
- 1932-1934 : Marie Joseph Eugène Jean Testard
- 1934-1936 : Eugène Marie Louis Bridoux
- 1936-1939 : Maurice-Marie-Louis-Hilaire Dodard des Loges
- 1939-1939 : André Abrial[5]
- 1940-1941 : Albert-Jean-Joseph-Marie de Blois de La Calande[6]
- 1941-1942 : Marie Émile Richard Boutaud de Lavilléon
- 1942 : Jean, baron Desazars de Montgailhard[7]
- 1944 : Émile-Bertrand-Bernard Darizcuren (commandant de résistance)[8]
- 1945 : Roy
- 1945 : Marc O'Neill (compagnon de la Libération)
- 1946 : Pierre Séguineau de Préval (1897-1981)[9]
- 1946-1951 : Marie Etienne Emmanuel Henri Salesse-Lavergne (1897-1979)
- 1951-1953 : Pierre Gentien (1901-1989), organisateur et premier commandant des CRS (1944-1947)
- 1953-1955 : Laurent
- 1955-1956 : de Charbot
- 1956-1960 : Bernard
- 1960-1961 : Moreau
- 1961-1962 : de Champeaux de la Boulaye
- 1962-1964 : Guy Méry[10]
- 1964-1965 : Douat
- 1965-1967 : de Vanssay
- 1967-1969 : Menard
- 1969-1971 : Pierre Mazin
- 1971-1973 : Pierre de Bermondet de Cromières
- 1973-1975 : Claude Maisonnet
- 1975-1977 : André Dupuy de la Grand'Rive[11].
- 1977-1979 : Hervé Zwingelstein[12]
- 1979-1981 : Bertrand Rimaud
- 1981-1983 : Guy Dumouchel de Prémare
- 1983-1985 : Jean Boÿ
- 1985-1987 : Dominique Barrois
- 1987-1990 : Georges d'Harcourt
- 1990-1991 : Jean-François Bart
- 1991-1993 : Jérome Millet-Taunay[13]
- 1993-1995 : Jean-Michel Martin
- 1995-1997 : Xavier Michel
- 1997-1999 : Bertrand Ballarin
- 1999-2001 : Christian Lépinette
- 2001-2003 : Arnaud Nicolazo de Barmon[14]
- 2003-2005 : Jean-Baptiste Lacoste de Fontenilles
- 2005-2007 : Martin Renard
- 2007-2009 : Eric Maury
- 2009-2011 : Hubert Cottereau
- 2011-2013 : Guillaume Danes
- 2013-2015 : Ronan Haicault de La Regontais
- 2015-2017 : Jean-Hilaire Millet-Taunay
- 2017-2019 : Hubert Brumel-Jouan
- 2019-2021 : Maurice Robert de Saint Victor
- 2021-2023 : Marc Pezet
- 2023-2025 : Nicolas Louis
- 2025-         : Julien Bargain

## Historique des garnisons, combats et batailles du2ehussards

### Révolution et Premier Empire

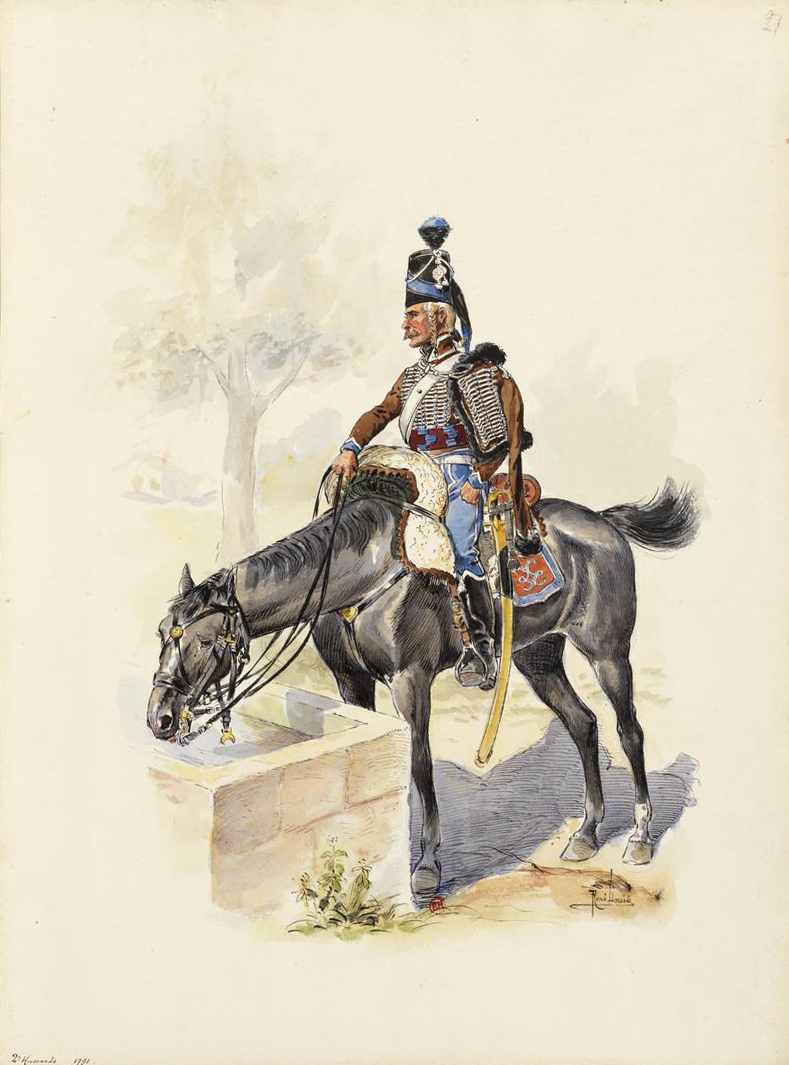
Cavalier du 2e hussards en 1791.

En 1789, le régiment des hussards de Chamborant tient garnison à Landau puis à Nancy en 1790.
En 1791, tous les régiments prennent un nom composé du nom de leur arme avec un numéro d'ordre donné selon leur ancienneté. Les hussards de Chamborant deviennent le 2e régiment de hussards ci-devant Chamborant et est envoyé dans le duché des Deux-Ponts. Début 1792, le régiment rentre en France, prend garnison à Mouzon, tandis que son colonel, le marquis André-Claude de Chamborant de la Clavière, émigre la même année avec une partie des officiers. Passé sous les ordres du colonel Charles Louis Joseph de Gau de Fregeville, le régiment est à la bataille de Valmy le 20 septembre. Passé à l'armée de Belgique il est au combat de Thulin le 3 novembre, puis à celui de Boussu le 4 novembre et à la bataille de Jemmapes le 6 novembre. À Jemmapes le régiment enlève une redoute en chassant les grenadiers hongrois, les chevau-légers de Cobourg et les hussards de Blankenstein (no 6).

En 1793, passé sous les ordres du colonel François Barbier, les 1er et 2e escadrons sont intégrés à l'armée du Nord et les 3e, 4e 5e et 6e escadrons passent à l’armée du Rhin et Moselle où ils sont engagés à la 2e bataille de Wissembourg où le 2e hussards bouscule les chevaliers autrichiens du « Corps-franc de Wurmser » (Österreichisch-Steirische Freikorps Wurmser), repoussent les hussards prussiens de Erich Magnus von Wolffradt (de) et capture plusieurs hommes du régiment autrichien de Bender-Infanterie.

Les 1er et 2e escadrons combattent à Hondschoote en septembre, à Wattignies en octobre et à Courtrai le 11 mai 1794. En juin 1794, « les Chamborant », réunis, lancent plusieurs charges lors de la bataille de Fleurus puis sous les ordres du général Pichegru, ils font partie de l'armée qui pénètre en Hollande.
Rattaché à la division Marceau, de l'armée de Sambre-et-Meuse en 1795 puis à l'armée de Mayence, le 2e hussards est au siège de Mayence, le régiment se distingue aux combats de Schwalbach (26 septembre 1795), de Kreutznach (10 novembre) avant de prendre ses quartiers d'hiver à Ottweiler.
Ce corps se distingua dans quatre charges consécutives au combat de Seltz, le 27 septembre 1796.
Le 18 avril 1797, lors du passage du Rhin par l'armée française à Neuwied, il charge les batteries autrichiennes qui défendent les ponts, bouscule les régiments de cavalerie autrichiens et s’empare de deux canons. De septembre 1797 à mi 1799, il tient garnison à Paris et assura le maintien de l'ordre dans la capitale à l'occasion du coup d'État du 18 fructidor an V. En janvier-février 1798, rattaché à l'armée de l'Ouest, deux pelotons sont toutefois chargés de garder des brigands faits prisonniers dans la région de Châteaudun au château de Villeprevost.
Affecté à l'armée du Rhin, le 10 septembre 1799, le 2e hussards est devant Mannheim, où après avoir remplacé les artilleurs, ils chassent des grenadiers hongrois. Dans la nuit du 6 au 7 octobre, vers Heidelberg, un peloton de 16 hussards, commandé par le sous-lieutenant Drazdianski, charge une arrière-garde de cavalerie autrichienne. Le régiment se distingue à la bataille d'Engen, le 3 mai 1800. Dans la nuit du 15 au 16 juillet 1800, le 2e hussards repousse une sortie de la garnison d’Ingolstadt et contribue, le 3 décembre à la victoire d'Hohenlinden.
En 1801, « les Chamborant » sont envoyés tenir garnison en Belgique, à Gand puis Malines, puis en Hollande, à Breda.
Il a fait les campagnes des ans XII à l’an XIV dans le Hanovre ; 1806 et 1807 au 1er corps de la Grande Armée ; de 1808 à 1811 à l’armée d’Espagne ; 1812 aux armées d’Espagne et de Catalogne ; 1813 aux armées d’Espagne et de Catalogne, et au 3e corps de cavalerie de la Grande Armée ; 1814 à l’armée des Pyrénées et au 6e corps de cavalerie ; 1815 au 5e corps d’armée.
Licencié en 1815, ses débris sont versés dans le régiment de hussards du Bas-Rhin.

#### Première Coalition
Voici les campagnes menées par la Première Coalition entre 1792 et 1797:
En 1792 il y a eu les batailles de Grisvelle, de Vernon, de La Croix-aux-Bois, de Grand-Pré, de Montcheutin, de Valmy et de Jemmapes.
En 1793, pendant la Guerre de la coalition, l’Armée de Belgique a participé à plusieurs batailles importantes, notamment la Bataille de Peyrestortes, la bataille de La Roche, bataille d'Hondschoote, la bataille de Letrecies et la Bataille de Wissembourg. Ces batailles ont eu lieu dans le contexte de la Guerre du Roussillon et de la Guerre de la coalition.
En 1794, deux escadrons ont fait partie de la brigade Desgranges au sein de la division Schaal de l’Armée du Rhin. Ils ont participé à des batailles importantes telles que la bataille de Marolles et la bataille de Fleurus. D’autres événements notables de cette année incluent les batailles de Mons et d’Eterhoven.
En 1795, pendant la campagne de Hollande sous le commandement de Pichegru, l’armée a participé à des batailles telles que la bataille de Schwalbach et la bataille de Kreutznach. Un événement notable de cette année a été la Capture de la flotte hollandaise au Texel. En 1796, l’armée a participé à la bataille de Burg Eberach et en 1797, elle a effectué le passage du Rhin à Neuwied.

#### Deuxième Coalition
Au cours des campagnes de la Deuxième Coalition (1798-1800), l’armée a pris part à de nombreuses batailles majeures. En 1799, ils ont combattu à Mannheim, Engen et à la bataille de Hirchberg. En 1800, ils ont participé aux batailles de Dillerich, Bopfingen, Kelheim, et Germersheim.

#### Troisième Coalition
Pendant les campagnes de la Troisième Coalition en 1805, l’armée a participé à la célèbre Bataille d’Austerlitz le 2 décembre. Cette bataille est également connue sous le nom de Bataille des Trois Empereurs et est considérée comme l’une des plus grandes victoires de Napoléon.

#### Quatrième Coalition
Durant les campagnes de la Quatrième Coalition en 1806-1807, l’armée a été impliquée dans plusieurs batailles significatives. En 1806, ils ont combattu à la bataille de Halle et à la bataille de Crewitz. En 1807, ils ont participé aux batailles de Mohrungen, bataille de Braunsberg, Osterode et Friedland.

#### Campagnes en Espagne
Lors des campagnes en Espagne, le 2e Hussards a combattu dans plusieurs batailles d’envergure. En 1809, ils ont combattu à Medellin le 28 mars où la charge du 2e Hussards provoque la déroute de la cavalerie espagnole et au défilé de Torrijos-Alcabon le 26 juillet où il détruit presque complètement le régiment des dragons espagnols de Villaviciosa.. En 1810, ils ont participé aux batailles de Ronda en Andalousie (3 mai 1810) et Sierra de Cazala. En 1811, ils ont combattu à La Gerboa (19 février 1811), Los Santos et Albufera (16 mai 1811). Dans cette bataille, les charges du 2e Hussards et des Lanciers de la Vistule ébranlent la brigade d’infanterie du général Colborne et permettent la capture de 5 drapeaux anglais, de 6 canons et de plus de 1000 prisonniers : un hussard du 2e essaye de s'emparer d'un sixième drapeau, mais l'officier anglais qui garde le drapeau du roi (King’s Colour) du 3rd Foot (The Buffs), le lieutenant Matthew Latham, malgré la perte de son bras gauche tranché par le hussard, réussit à préserver son emblème . En 1812, ils ont participé à la bataille de Somanis. Le 15 novembre 1812 au passage de la Huebra, affluent du Douro, près de San Muñoz, par un raid particulièrement téméraire, le capitaine Hippolyte d'Espinchal, commandant le 2e escadron du 2e Hussards, 2 hussards et un maréchal des logis du 10e Chasseurs capturent sous le nez de d'armée anglaise le général Edward Paget, commandant en second l'armée britannique.

#### Sixième Coalition
Pendant la campagne de la Sixième Coalition en 1813-1814, les 3e et 4e escadrons ont été engagés dans plusieurs batailles cruciales. En 1813, pendant la Campagne d'Allemagne, ils ont combattu à la Bataille de Leipzig du 16 au 19 octobre. En 1814, pendant la Guerre d'indépendance espagnole et la Campagne de France, ils ont participé à la bataille d'Orthez le 27 février et à Montereau.

#### Bataille des Cent-Jours
En 1815, la Campagne des Cent-Jours a eu lieu avec la défense de Belfort : Pendant les Cent Jours, reprenant son numéro, le 2e hussards est dirigé aux environs de Belfort. Sous les ordres du général baron de Rambourgt, commandant la 2e brigade de la 8e division de cavalerie, le colonel de Séganville à la tête de trois escadrons du 2e hussards donne les derniers coups de sabre de la campagne au combat de Sevenans, le 1er juillet 1815, où une charge contre l’infanterie autrichienne permit de faire 600 prisonniers. Le régiment déplore un officier mort de ses blessures et deux officiers blessés.
Trois colonels furent tués ou blessés en menant le régiment pendant cette période : le Chef de brigade Barbier, blessé le 2 décembre 1805 ; le Colonel Gérard, blessé le 3 novembre 1806 ; et le Colonel Vinot, blessé en 1808.
Il eut également des officiers blessés ou tués en servant au 2e hussards entre 1808 et 1815 : 7 ont été tués, 5 sont morts de leurs blessures et 59 ont été blessés.

### De 1815 à 1854

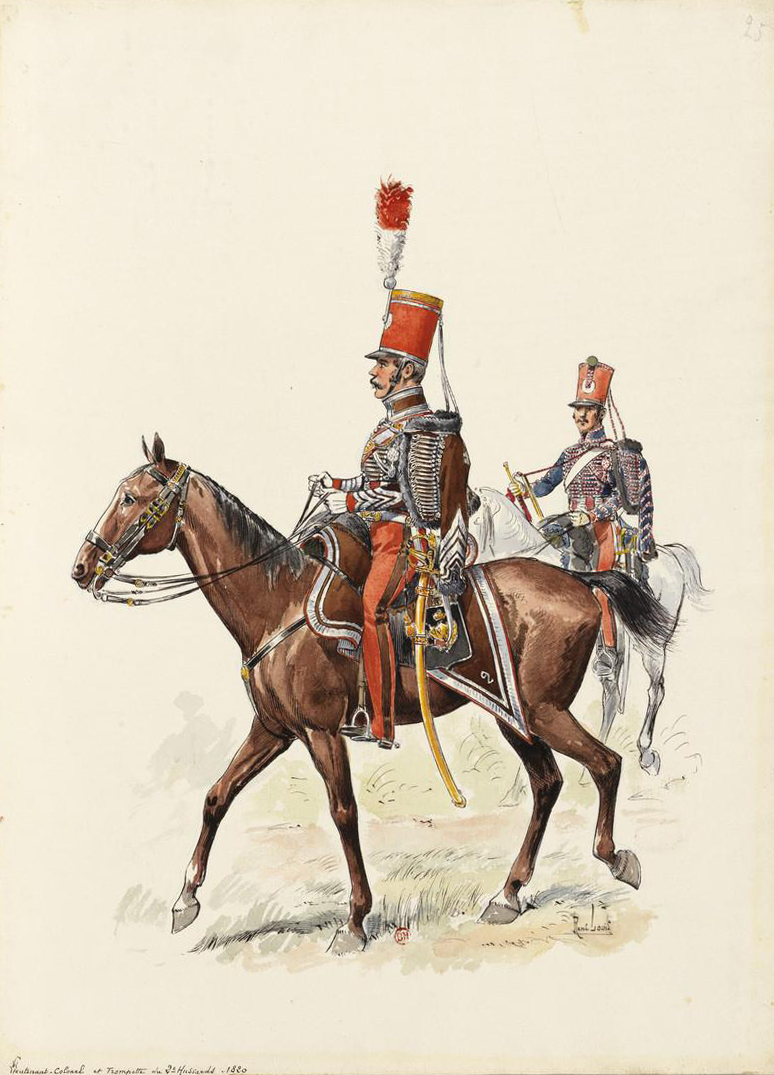
Lieutenant-colonel (gauche) et trompette du 2e hussards en 1820.

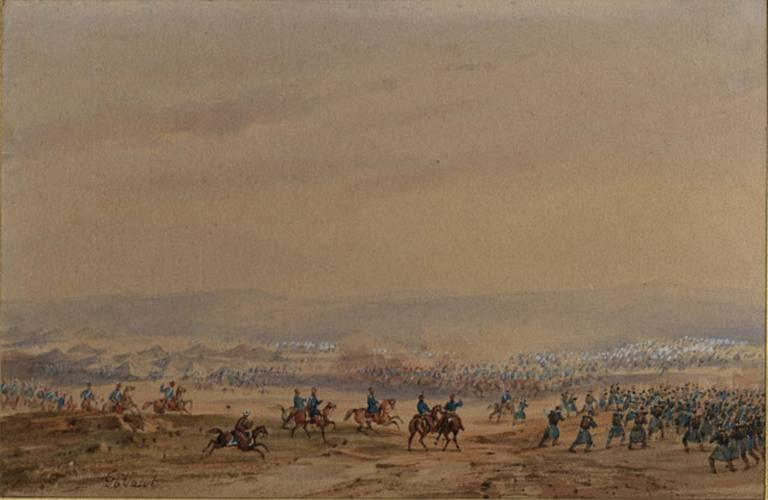
Bataille de Sidi-Brahim en 1845.

Dès la fin de 1815, après le licenciement général de l’armée, le roi Louis XVIII décide de lever six régiments de hussards. Le 2e régiment de Hussards est constitué à Metz le 26 janvier 1816 et prend le nom de Hussards de la Meurthe conformément aux dispositions de l’ordonnance royale du 30 août 1815 ; il hérite les couleurs des "Chamborant" et en garde les belles traditions, mais est composé avec les éléments de l’ex 6e Hussards et du 4e escadron des éclaireurs de la Garde.
Le 10 novembre 1816, le régiment des Hussards de la Meurthe, quitte Metz pour prendre garnison à Dôle, puis le 14 mai 1817, il se déplace au Mans pour réprimer une révolte frumentaire conséquence d’une mauvaise récolte agricole et à l’augmentation du prix du pain.
En 1823, les 4 escadrons de guerre des hussards de la Meurthe aux ordres du vicomte Alexandre de Gaultier de Rigny prennent part à l’expédition d’Espagne.
Avec un effectif de 39 officiers et 348 hommes, le régiment des Hussards de la Meurthe quitte la garnison de Vendôme le 1er mars 1823 pour se diriger vers la frontière des Pyrénées (le dépôt régimentaire reste à Vendôme) et se dirige vers Bayonne avant de cantonner entre Navarrenx et Mauléon à partir du 26 mars.
Le régiment des Hussards de la Meurthe forme brigade avec le régiment des Chasseurs de la Marne (no 12), sous les ordres du maréchal de camp Bonnemains, dans la division du général Conchy, affectée au 3e Corps du prince de Hohenlohe. Le 2e Hussards entre en Espagne le 11 août 1823 par le col de Roncevaux et arrive sous les murs de Pampelune le 14. La campagne se limite pour nos hussards à assurer le blocus de St Sébastien et d’investir Pampelune. Des détachements assurent des missions sur Bilbao, Vitoria et Burgos. Le 20 juillet, le chef d’escadrons Poirot est lancé à la poursuite du chef de partisans Mantilla et s’en empare. Le 18 août, le régiment se déplace vers Logroño et y reste jusqu’au 14 octobre. Le régiment quitte l’Espagne le 13 novembre, rentre en France le 19 novembre 1823 et tiennent garnison à Châteaudun et Chartres.
Le 9 août 1831, pour protéger le nouveau royaume de Belgique de l’invasion des troupes du roi de Hollande Guillaume 1er qui refuse d’entériner le traité du 26 juin 1831, 4 escadrons de guerre du 2e Régiment de Hussards quittent Givet le 9 août 1831 et passent la frontière et entrent en Belgique avec les 48 000 hommes du « corps d’observation du Nord » commandé par le maréchal Gérard.
Le roi Guillaume 1er recule finalement devant l’épreuve de force et l’armée hollandaise retire ses troupes : les escadrons du 2e Hussards rentrent en France dès le 9 septembre 1831, d’abord à Valencienne, puis en avril 1832 à Compiègne. En juin 1832, des détachements du régiment servent d’escorte au nouveau roi des Belges, Léopold 1er.
En novembre 1832, sous les ordres du colonel comte Armand Ducroc de Chabannes (1830-1843), le régiment participe de nouveau aux opérations en Belgique, car le roi Guillaume 1er refusant d’appliquer le traité signé le 15 octobre 1831 maintient une garnison à Anvers. Le régiment entre de nouveau en Belgique le 15 novembre 1832 et participe au siège d’Anvers qui met un point final à la guerre entre le nouveau royaume de Belgique et les Pays-Bas. À cette occasion le 2e Hussards est attaché à la 1er Division d’Infanterie du général Sébastiani et assurent des reconnaissances sur le frontière au contact avec les troupes hollandaises. Les escadrons de guerre rentrent dans leur garnison de Valenciennes le 3 janvier 1833 ; il est passé en revue par le roi Louis-Philippe le 10 janvier qui le félicite pour sa belle tenue pendant la dernière campagne. Le 2e Hussards s’installe à Cambrai en juillet 1833 puis sur Aire-sur-Lys le 28 décembre pour faire partie d’un corps d’observation réduit, finalement dissous le 4 février 1834, le 6e escadron est dissous le 9 mars 1834.
Le 2e Hussards se déplace d’abord à Sélestat le 23 mars1834, puis pour Dôle et Dijon, le 27 octobre. Le 1er juillet 1836, déplacement de Dôle pour Versailles et départ des premiers détachements au profit des régiments de Chasseurs d’Afrique. Le régiment se déplace à Paris le 15 mai 1839, puis à Saint Cloud le 21 octobre, Sèvres et Versailles. En août 1840, déplacement de Saint-Cloud à Lunéville, suivi d’un départ de Lunéville pour Vesoul le 30 octobre.
Le 26 octobre 1840, à la création du 8e régiment de hussards, le 2e hussards concours à sa formation en lui versant, depuis sa garnison de Vesoul, 166 hommes et 75 chevaux.
En 1844, le maréchal Bugeaud, gouverneur de l’Algérie depuis 1841, demande des renforts pour entreprendre la guerre contre le Maroc, allié à Abd El Kader. Le 2e régiment de hussards et le 9e régiment de chasseurs lui sont envoyés. Partis de Port-Vendres le 18 juillet, les quatre escadrons du 2e hussards débarquent à Oran le 20 juillet 1844 aux ordres du colonel Joseph Gagnon (1843-1848). Le régiment gagne en Algérie le surnom de « Lions du Désert ».
Au mois d’août 1844 Bugeaud organise son armée de 8 000 hommes, puis se rend à Isly à la rencontre de l’armée marocaine, forte de 30 000 cavaliers et fantassins. Les forces françaises remportent la bataille, l'armée marocaine déplore 800 morts, 1 500 à 2 000 blessés, et laisse 19 drapeaux, des canons, ses tentes (dont celle du roi et tous ses meubles), et un immense butin. Le 2e hussards porte la mention de la bataille d'Isly-1844 sur son étendard.
1845 : Sidi Brahim où le 2e escadron du régiment est presque anéanti au côté des chasseurs à pied du 8e bataillon. Après la prise de sa smala par le duc d’Aumale en 1843 et la défaite de ses alliés marocains en 1844 sur l’Isly, l’émir Abd el-Kader s’est réfugié au Maroc. Il guette une occasion propice pour retourner en Algérie et y reprendre la lutte. Avec une armée évaluée à environ 4 500 hommes et cavaliers, il franchit la frontière pour se porter à Sidi Bou Djenane, un point d’eau situé à environ 19 km au sud-ouest de Djemmaa-Ghazaouat (Nemours).
Le lieutenant-colonel de Montagnac du 15e régiment d’Infanterie Légère, commandant supérieur du cercle de Djemmaa-Ghazaouat a sous ses ordres une garnison composée du 8e Bataillon de Chasseurs d’Orléans et du 2e escadron du 2e Hussards. Informé dès le 19 septembre de la menace qui pèse sur son secteur, le lieutenant-colonel de Montagnac sort de son poste le 21 septembre vers 22 h, avec six jours de vivre, pour se porter en direction de l’est à la rencontre des troupes ennemies. Il emmène avec lui cinq compagnies du 8e Chasseurs (effectif 355 hommes) et l’escadron du 2e Hussards (effectif 67 hommes). Avec quelques hommes d’ordonnances et un interprète, la colonne est forte seulement de 426 hommes : en agissant ainsi, le commandant supérieur du cercle de Djemmaa-Ghazaouat n’a pas tenu compte des ordres de vigilance donnés par le général Cavaignac.
Le 2e escadron du 2e Hussards engagé dans cette expédition est commandé par le chef d’escadrons Courby de Cognord, avec l’aide du capitaine Gentil de Saint Alphonse et du sous lieutenant Klein : 3 sous-officiers, 60 hommes et 1 enfant de troupe composent l’escadron. On a laissé à Djemmaa-Ghazaouat, environ 130 chasseurs aux ordres d’un sergent-major et 20 hussards sous les ordres du lieutenant Roux.
Le lieutenant-colonel de Montagnac fait bivouaquer sa colonne le 22 septembre de 4h à 10 h, puis Abd El Kader ayant été signalé du côté de Sidi Bou Djenane il reprend sa marche vers le sud et bivouaque de nouveau à Sidi-Moussa-el-Anber. À l’aube du 23 septembre apercevant quelques cavaliers arabes le lieutenant-colonel de Montagnac se porte avec ses hussards soutenus par 3 compagnies sans sac vers le col du Kerkour ; les hussards formés en 2 groupes échelonnés à faible distance prennent la tête, le lieutenant-colonel de Montagnac et le commandant de Cognord marchent avec le 2e groupe. Les Arabes, selon leur tactique habituelle, reculent. Mais à peine arrivé sur la crête, le 1er groupe de hussards est brusquement assailli par une centaine de cavaliers ; Abd El Kader est là en personne. Le 1er groupe est rapidement submergé ; le capitaine Gentil Saint-Alphonse qui le commande tombe mortellement frappé d’un coup de feu à travers la tête. Seuls 8 hussards arrivent à traverser les rangs arabes et rallier le reste de l’escadron. Le commandant Courby de Cognord accourt avec le 2e groupe et charge avec les 35 "Chamborant" restants les masses de l’Émir ; mais ils sont rapidement accablés par le nombre ; sur le cavalier qui tombe, des Arabes s’acharnent ; le malheureux est décapité et sa tête présentée aux camarades qui sabrent encore.
Le sous-lieutenant Klein expire entre les bras du hussard Maëtz, qui ne l’abandonne qu’après lui avoir vu rendre le dernier soupir. Le colonel de Montagnac déjà grièvement blessé dans la première charge d’un coup de feu au bas-ventre, après avoir donné l’ordre aux trois compagnies de chasseurs d’arriver à la rescousse, tombe à son tour : il a juste le temps de donner l’ordre au maréchal des logis Barbut de prévenir les deux compagnies laissées en réserve au bivouac. Il ne reste plus que 65 à 70 hommes, hussards ou chasseurs. Le chef d'escadron Courby de Cognord grièvement blessé en essayant de les rallier, a son cheval tué sous lui ; le hussard Testard met pied à terre et lui donne le sien.
Le commandant, malgré sa blessure, réussit à mener sa petite troupe à un monticule voisin et cette poignée de braves résiste pendant une heure et demie. Le commandant Courby de Cognord, frappé de trois coups de feu et de deux coups de yatagan est fait prisonnier par un vieux régulier qui reconnaissant en lui un officier supérieur lui évite le massacre ; les quelques survivants, tous blessés, sans cartouche, épuisés, immobiles et silencieux, attendent la mort et « tombent comme de vieux murs ». Une des compagnies de chasseurs accourue aux ordres du commandant Froment-Coste a le sort des trois premières. Le commandant Froment-Coste est tué immédiatement. Il est environ 10 heures. Il ne reste plus que la compagnie de carabiniers du capitaine de Géreaux, qui impuissant a assisté à l’écrasement des hussards et de la compagnie de chasseurs. Elle parvient à gagner l’enceinte du marabout de Sidi Brahim vers 11 h, en abandonnant les bagages, l’eau et les vivres. Les chasseurs et les 7 derniers hussards s’y barricadent pendant 3 jours. Les héroïques défenseurs font un drapeau tricolore avec une ceinture rouge, un mouchoir et une cravate bleue. Le caporal Lavayssière, le seul gradé qui reste après la mort du capitaine de Géreaux, prend le commandement et ramène à Djemmaa-Ghazaouet le 26 septembre, les seize derniers survivants de cette colonne de 400 hommes, dont un seul hussard : un second hussard était parvenu à Djemmaa-Ghazaouet dès le 24 septembre.
Après le combat, 250 cadavres sans tête jonchaient le sol ; 52 appartenaient au 2e escadron du régiment : 2 hussards ont réussi à rejoindre Djemmaa-Ghazaouet, les hussards Natali et Daveine. 13 sont prisonniers et souvent blessés dont 9 devaient mourir en captivité. Quatre seulement purent revenir en France, après avoir été rachetés à l’ennemi : le commandant de Cognord, est nommé officier de la Légion d’Honneur, le maréchal des logis-chef Barbut et les hussards Maëtz et Testard sont nommés chevalier du même ordre.
Rachetés et rapatriés via l’enclave espagnole de Melilla, ils sont le 27 novembre 1846, accueillis et salués à Djemmaa-Ghazaouet par le 8e Bataillon de Chasseurs et le 2e Hussards, devant toute une garnison, mais aussi par Alexandre Dumas qui écrivit un ouvrage « Le Véloce, ou de Cadix à Tunis » retraçant l’histoire de cette libération.

### Second Empire
14 juin 1859 : bataille de Solférino (*) :

Cavalier et officier (droite) du 2e hussards sous le Second Empire (1860).

En 1859, l'empereur Napoléon III, après les accords de Plombières signés l'année précédente avec le royaume de Piémont Sardaigne, engage 120 000 hommes pour chasser les Autrichiens de l'Italie du Nord et permettre l'unité italienne. Le 2e hussards, en garnison à Vesoul, reçoit l'ordre de former quatre escadrons de guerre à 150 hommes et 120 chevaux. Les 3e, 4e, 5e et 6e escadrons désignés pour marcher quittent Vesoul aux ordres du colonel L'Huillier, en deux colonnes, le 20 et le 27 avril 1859. Le régiment forme, avec le 7e hussards, la brigade Clérembault, première brigade de la division de cavalerie légère du général Partourneaux, rattachée au 3e corps sous les ordres du maréchal Canrobert.
Les quatre escadrons sont réunis à Tortone le 21 mai, mais sont rapidement séparés pour assurer des missions d'avant-garde pour les différentes divisions du 3e corps, le 3e escadron assurant la protection du maréchal Canrobert et de son état-major.
Finalement les 4e, 5e, et 6e escadrons sont de nouveau réunis le 13 juin et le 2e hussards participe avec les autres régiments de la division de cavalerie légère Partourneaux et ceux du général Desvaux, à la poursuite de l'armée autrichienne.
Le 24 juin 1859, par une chaleur accablante, les divisions de cavalerie Partourneaux et Desvaux sont mises à la disposition du 4e corps, commandé par le général Niel. Ce dernier a pour mission de s'emparer du village de Guidizzolo, dans la plaine de Médole, au sud du dispositif français. Le centre des combats va bientôt se situer autour de la ferme de Casa-Nova que la 2e division d'infanterie du 4e corps, commandée par le général Vinoy attaque avec énergie. Cette ferme est entourée de fossés et de haies derrière lesquels s'abritent les Autrichiens pour entretenir une fusillade terrible.
À 14 heures, le général Niel résiste aux efforts des IXe, XIe et XIIIe corps autrichiens, et le général Vinoy s'accroche toujours à la ferme de Casa-Nuova. Ce dernier supplie le général Partourneaux de venir au secours de l'infanterie épuisée et à bout de munitions.
Après avoir placé le 7e hussards en soutien, le général Partourneaux lance en avant, à travers les champs de mûriers, le 2e hussards.
Le colonel L'Huillier se place à la tête du 5e escadron, place le 6e escadron en fourrageurs à sa gauche et le 4e escadron en soutien derrière lui ; la musique du régiment sans ordre chargera à l'initiative de son chef avec le 4e escadron.
Conduite avec beaucoup d'entrain cette charge est un plein succès ; bon nombre d'Autrichiens sont sabrés, les autres lâchent pied et l'infanterie française soulagée peut reprendre l'offensive.
Lorsque le 2e hussards bivouaque le soir même sur le champ de bataille, après être resté à cheval pendant 18 heures, trois officiers et 36 hussards manquent à l'appel, mais le régiment aura l'honneur de porter le nom de Solférino dans les plis de son étendard. Cinquante ans plus tard, en 1909, la ville de Milan, remettra sa médaille d'or au 2e hussards en souvenir de cette glorieuse campagne. Le 5e escadron garde le souvenir de ce combat et porte le nom de tradition "ferme de Casa-Nova"

### La guerre franco-prussienne de 1870
En 1870, le 2e hussards appartient avec le 7e hussards à la 1re brigade (général de Montaigu) de la division de cavalerie (général Legrand) du 4e corps (général de Ladmirault). Bivouaquant à Thionville, le régiment participe dès le 27 juillet 1870 à une forte reconnaissance armée (trois escadrons) en Allemagne, après avoir franchi la frontière à Sierck-les-Bains et occupe le village de Perl, détruisant les installations télégraphiques.
La division Legrand est engagée au combat de Boulay le 9 août, de Borny le 14 août, à la bataille de Mars-la-Tour le 16 août et à celle de Saint-Privat le 18 août sous les ordres du colonel Carrelet.
Lors de la bataille de Mars-la-Tour (dite aussi bataille de Rezonville), elle participe à la plus grande charge de cavalerie de toute la guerre. La division Legrand est rassemblée près de la ferme de Grizières, sur la droite du dispositif français. Vers 18 h, cette division reçoit l'ordre de charger la cavalerie prussienne en direction de Mars-la-Tour. Les deux brigades sont disposées en échelon refusé de gauche à droite : à gauche, la brigade Montaigu, à laquelle appartient le 2e hussards, charge le 13e dragons du Schleswig-Holstein et le traverse avant d’aborder la 11e brigade prussienne (du général von Bardy) composée du 13e uhlans du Hanovre, du 19e dragons d’Oldenbourg et deux escadrons du 4e cuirassiers de Westphalie, renforcée du 16e dragons du Hanovre et du 10e hussards de Magdebourg. Plus à l'ouest, le général Legrand charge à la tête du 3e dragons, bientôt renforcé par la brigade du général de France (lanciers et dragons de la Garde). Il s'ensuit une furieuse mêlée de cavalerie où s'opposent 2 900 cavaliers allemands et 2 500 français sans véritable résultat. À l'issue de cette charge, le 2e hussards déplore 23 officiers tués ou blessés sur 32 et 83 hommes hors de combat.
Après la bataille de Saint-Privat (18 août), enfermé avec l’armée de Metz, le 2e contribua à plusieurs sorties, et se distingua notamment à Sainte-Barbe (30 août), Servigny-les-Sainte-Barbe (31 août) et Sainte-Ruffine (28 septembre). Le 2e hussards qui a sacrifié ses chevaux pour atténuer la disette de la population messine, mérite le titre attribué par le général de Cissey de « 5e régiment d’infanterie de sa division ». Le 27 octobre 1870, le régiment fut compris dans la reddition de la place, mais de nombreux officiers s'évadèrent pour reprendre le combat.
Un 2e régiment de hussards de marche formé à Poitiers le 1er novembre 1870 avec des éléments provenant des 4e, 5e, 6e et 7e hussards, fit partie de l’armée de la Loire, puis de l’armée Bourbaki, sous lequel il se battit à Villersexel et Héricourt en janvier 1871, aux ordres du lieutenant-colonel de Pointis. Ce régiment entra dans la composition du nouveau 2e hussards.

### De 1871 à 1914

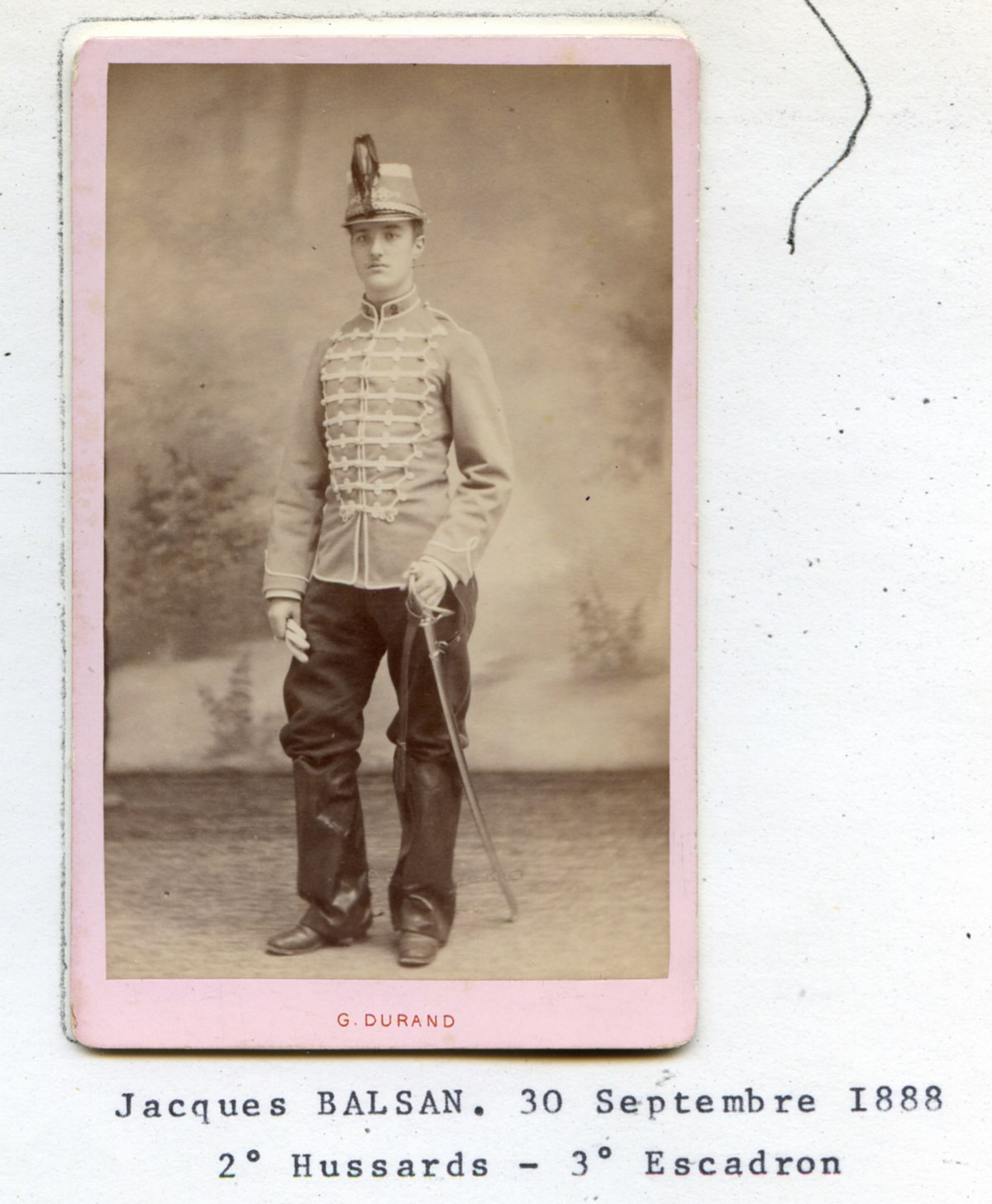
Cavalier du 2e hussards en 1888.

Durant la Commune de Paris en 1871, le régiment participe avec l'armée versaillaise à la semaine sanglante.
Le 2e hussards, reconstitué avec le 2e régiment de marche et le dépôt du 2e hussards, tiendra garnison à Saint-Germain-en-Laye, à Pont-à-Mousson (1873), puis à partir de 1878 à Nancy aux ordres du colonel de Bonne (1875-1882), pour former avec le 4e hussards de Pont-à-Mousson, le 2e Brigade de hussards de la 5e division de cavalerie du 6e corps.
Le 2e régiment de hussards retourna en Algérie d’octobre 1880 à septembre 1887 aux ordres du colonel Roustain (de 1882 à 1887). Il tint garnison à Orléansville, fut équipé de chevaux arabes, avant d’opérer dans le Sud-Oranais : le lieutenant Louis Hubert Lyautey, après la suppression de l’École d’état-major rejoignit le 2e hussards en 1880 et effectua un séjour de deux ans en Algérie. Les 1er et 2e escadrons furent employés en 1881 dans le Sud-Oranais pendant près de huit mois, poursuivant les dissidents jusqu’au Djebel Amour : le 3e escadron escadronna dans la province d’Alger.
De retour à Châlons-sur-Marne en septembre 1887 aux ordres du colonel de Bellegarde (1887-1894), le régiment laisse derrière lui en Algérie, les 3e, 4e et 5e escadrons qui entrent dans la composition du nouveau 5e régiment de chasseurs d’Afrique. Le régiment est complété avec l’arrivée d’un escadron du 11e hussards et d’un escadron du 12e hussards. Le régiment tint garnison à Melun de 1890 à 1894 : l’état d’insalubrité du quartier Augereau, ci-devant Saint-Ambroise provoqua une épidémie de diphtérie et malheureusement plusieurs décès. Craignant la perte de sa garnison, la ville de Melun se résigna à construire de nouvelles casernes.
Installé à Senlis de 1894 à 1913 aux ordres des colonels de Chalendar (1894-1898), d’Hombres (1898-1094), Gouget de Landres (1904-1908), Carles de Carbonnière (1908-1914) puis à Verdun, il vivra jusqu’en août 1914 la vie quotidienne et faussement paisible des régiments d’avant-guerre. C’est en fait une période d’intense réflexion sur les missions de la cavalerie légère : le lieutenant de Marolles publie à la demande du colonel de Landres un programme d’instruction spéciale à donner aux éclaireurs du 2e régiment de hussards qui est édité en 1904. C’est une période de préparation à une guerre qui semble inéluctable avec l’Allemagne, coupées chaque année par les grandes manœuvres ou certaines démonstrations importantes, comme la revue du camp de Châlons par le tsar de toutes les Russies Nicolas II, le 9 octobre 1896 et les commémorations du cinquantenaire de la bataille de Solferino en 1909. À cette occasion, la ville de Milan remet sa médaille d’or à l’étendard du 2e hussards.
En avril 1910, un lieutenant qui était monté la veille dans un concours hippique vint trouver son chef de corps, le colonel Carles de Carbonnière, commandant le 2e de hussards, alors en garnison à Senlis. Il dit à son chef qu’il avait été abordé, sur le paddock du Grand Palais, par un monsieur de haute taille qui l’avait interpellé : « Petit, tu diras à ton colonel que si j’avais l’honneur de commander les Chamborant, je ferais ajouter au calot bleu-ciel de mes hussards, un liséré brun-marron. C’est avec cela que l’on gagne des batailles. J’ai été, comme toi, lieutenant au 2e houzards : Je suis le général Lyautey ! ».
Le colonel de Carbonnière suivit ce conseil et fit adopter des bonnets de police brun à soufflet bleu ciel : le 31 juillet 1914, le 2e hussards entra en campagne avec les couleurs qu’il avait illustrées depuis près de cent cinquante ans : un exemplaire de ce bonnet de tradition est exposé dans les vitrines de la salle d’honneur régimentaire.
En 1914, la Portion centrale (dépôt, administration, intendance) est à Reims et le reste à Verdun. Il appartient à la 4e brigade de cavalerie légère.

### Première Guerre mondiale

#### 1914
- Belgique

Arlon et combat de Stockem (7 août 1914) : Le 4 août 1914, le 2e Hussards aux ordres du colonel Gouzil (1914-1917) forme avec le 4e Hussards, la 4e Brigade Légère (général Requichot) de la 4e Division de Cavalerie (général Abonneau). Le 6 août, la 4e Brigade Légère déchargée de sa mission de couverture reçoit l’ordre de gagner la Belgique par Jametz et Montmédy. Le même jour, à quatorze heures, les "Chamborant" passent la frontière belge à Limes sous les ovations de la population. Le 2e Hussards gagne Fresnois, dans la vallée de la Semoy, encadrée au nord par la forêt de Neufchâteau, au sud par celle de Virton, qui en se rejoignant à l’ouest d’Arlon, forment le défilé encaissé de Stockem : l’action se concentre principalement en Gaume et dans le pays d’Arlon. Le 7 août, le 2e Hussards gagne Etalle et Vance, le 4e escadron fournissant les avant-postes. Dans cette journée mémorable du 7 août 1914, le régiment va être engagé par quatre fois avec succès contre un fort détachement de recherche du renseignement comprenant le 3e escadron du 7e Chasseurs à cheval allemand (de), commandé par le capitaine von Haeseler (en garnison à Trèves) renforcé d'une patrouille du 8e Dragons, d’un détachement cycliste du 6e Bataillon de Chasseurs, de quelques cavaliers du 21e Dragons et d’une automobile de l'état-major équipée d’une mitrailleuse légère. Une première escarmouche vers 10 h oppose avec succès à Chatillon, le peloton du lieutenant Guyot (3e escadron) à une patrouille de la colonne allemande qui perd 2 cavaliers un prisonnier et 4 blessés : le peloton du lieutenant Guyot compte 6 blessés. Dans les faubourgs de Vance, vers 12 h 30, le détachement allemand essuie une furieuse fusillade de la part des hussards du peloton du lieutenant de Bouglon (2e escadron). Les Allemands renoncent à reconnaître Vance et semblent retraiter vers l’est et le village d’Arlon. Mais vers 13 h 30, le peloton Roman-Amat (4e peloton du 1er escadron) dissimulé dans un groupe de maisons au bord d’un vaste plateau à l’est de Vance, observe un peloton de cavaliers allemands qui après l’escarmouche avec le peloton Bouglon se reforme sur le plateau au sud de la route et à l’est du faubourg de Vance. Le lieutenant Roman-Amat à la tête de son peloton, sort en trombe des maisons, lances basses et charge au galop ordinaire puis, allongé. À la tête de son peloton, le lieutenant Roman-Amat désarçonne un officier du 7e Chasseurs en lui passant son sabre au travers la gorge[réf. obsolète].  S’ensuit un combat violent à la lance contre un peloton du 3e escadron du 7e Chasseurs à cheval allemand : au moins deux chasseurs à cheval allemands sont tués dans l’engagement, sans parler d’une dizaine de blessés. La poursuite menée sur trois kilomètres a permis de capturer quinze chevaux et deux cavaliers. L'oberleutenant von Bülow, blessé à la poitrine, mourra le lendemain à Arlon. Le lieutenant Roman-Amat est lui blessé par une balle de pistolet qui le transperce de part en part : 10 cavaliers du peloton Roman sont aussi blessés et 3 chevaux sont tués. 
Pendant ce temps, les 3e et 4e escadrons, conduits par le colonel Gouzil, progressent sous la pluie battante dans un terrain boisé et arrivent à huit cents mètres d’Arlon. Le 4e escadron en tête, se heurte vers 14 h avec trois de ses pelotons (sous-lieutenant de Rolland, lieutenants Lefebvre et Billot) au sud de Stockem au gros de la colonne allemande qui retraite depuis Vance. Charge furieuse conduite par le lieutenant de Thonel d'Orgeix qui coûte aux Allemands une quarantaine d'hommes et l’automobile de l’état-major. Le capitaine-commandant von Haeseler est grièvement blessé ; le major baron von der Goltz, blessé dans le combat devant Vance, agonise dans l’automobile d'état-major ; le sous-lieutenant Jobst Knigge est tué d'un coup de lance : le colonel Gouzil observe 4 cavaliers allemands fuyant avec une lance plantée dans le dos.                                    
Cette journée du 7 août 1914 coûte aux cavaliers ennemis une perte d'une cinquantaine d'hommes dont 30 blessés, 12 prisonniers, une automobile, une mitrailleuse et des dizaines de chevaux. Cette suite de combats permet enfin, dans ce secteur, l’identification des 3e et 6e Divisions de Cavalerie allemande (le Comité International de la Croix Rouge indique une perte de 80 tués et blessés). De notre côté pour cette journée, on déplore deux disparus, 20 blessés dont le lieutenant Roman-Amat et la perte de 9 chevaux. C’est à eux que le 4e escadron doit son nom glorieux de « Stockem » : la municipalité de ce village à côté d’Arlon, a inauguré le 7 août 2015, un monument commémoratif de cette action du 2e Hussards, qui est trop souvent présenté comme une action limitée à l’engagement du 4e escadron.
- La retraite Bataille de Guise (28 et 29 août)
- Aisne, Courpoil, ferme de la Gouttière, Epied, Courbin, Maison-rouge le 3 septembre, Fontenelle, Marchais le 4 septembre.bataille de la Marne.
- Après la victoire de la Marne, les "Chamborant" franchissent de nouveau La Marne à Chézy le 9 septembre et se portent sur la Ferté Gaucher, enlèvent Hartennes-et-Taux et poussent jusqu’à l’Aisne qui est franchie à Maizy le 13 septembre. Après une quinzaine de jours de repos dans la région de Reims, on les embarque dans la gare d’Epernay le 30 septembre à destination d’Arras, afin de participer aux combats de la Course à la Mer : ce sont les combats en octobre près de Lens, de Lille et de Merville. Premier combat à pied à la carabine et sans baïonnette, le 13 octobre, où les hussards passent à l’attaque à Neuf-Berquin (Nord) et s’en emparent le lendemain. Le 16, envoyés en direction de la forêt d’Houthulst, ils atteignent Merckem et prennent pour la première fois les tranchées sur l’Yser, à Driegrachten. Le 2e escadron en entier, commandé par le capitaine de Labeau est l'objet d'une citation à l'ordre de la 4e Division de Cavalerie pour "avoir accompli d'une façon remarquable une mission de reconnaissance de six jours dans la région d'Ypres au cours de laquelle il a fait preuve d’une endurance et d’une énergie dignes de tous les éloges et en particulier dans cet escadron, le lieutenant Le Mintier de la Motte-Basse" qui entraîne l'attribution de la croix de guerre 1914-18, avec étoile d’argent au fanion du 2e escadron.

#### 1915
(mai à juin) Beauval, Givenchy-le-Noble, Montdidier (septembre), Château-Thierry.

#### 1916
Aisne, Chilly, Vailly.

#### 1917
Champagne, Ludes (Marne)

#### 1918
La Somme, Argicourt, Moreuil, combat du Bois de l'Arrière Cour, entre Merville-aux-Bois et Morival - canton d'Ailly sur Noye (26 mars au 6 avril) où les 3e et 4e escadrons formant compagnie de marche du 2e Hussards déplore 75 % de son effectif hors de combat. L'ouest de Château-Thierry (28 mai au 10 juin)
Flandres, Ypres, Menin (d'octobre à novembre).
C’est alors la reprise de l’offensive voulue par Foch. Comme en 1914, le 2e Régiment de Hussards monte à cheval, combat dans les environs de Château-Thierry (juin) où il déplore 4 morts le 4 juin 1918, participe à la libération de Villers-Cotterêts (juillet) à l’offensive sur Roye (août) et reparaît en Belgique pour la bataille décisive d’octobre. Les 1er et 4e escadrons du 2e Hussards avec des éléments du 4e Hussards forment l’avant-garde de la 4e D.C qui poursuit l’ennemi en pleine déroute à Menin, attaque les arrières de l’ennemi et franchit l’Escaut le 10 novembre sur 4 passerelles construites par le génie. Le 11 novembre 1918, le 2e Hussards est à Nederbrakel.
Après l'armistice le régiment se met en mouvement le 17 novembre vers Eyseringhen traverse Bruxelles (21 novembre), Liège où il a l’honneur de défiler le 2 décembre. L’étendard du régiment avec le 4e escadron est désigné pour participer au défilé organisé à Aix-la-Chapelle, le 7 décembre. En décembre 1918, la 4e division de cavalerie est désignée pour occuper la rive gauche du Rhin dans la région de Coblence. Le 2e hussards traverse le Luxembourg le 18 décembre, entre en Allemagne dès le 19 décembre pour s'installer dans la région de Simmern jusqu'au 11 mars 1919, puis à Ingelheim am Rhein (entre Bingen et Mayence) sous les ordres du colonel Boullaire (1919-1920) jusqu'en 1920.
Pour la durée de la guerre 1914-1918, le régiment qui déplore la mort de huit officiers, 22 sous-officiers, 21 brigadiers, quatre trompettes et 96 hussards, se voit décerner 680 citations dont :
- une citation collective à l’ordre de la 1re armée (3e et 4e escadrons) ;
- une citation collective à l’ordre de la 4e division de cavalerie (2e escadron) ;
- 32 citations individuelles à l’ordre de l’Armée ;
- 34 citations individuelles à l’ordre du corps de cavalerie ;
- 101 citations individuelles à l’ordre de la 4e division de cavalerie ;
- 36 citations individuelles à l’ordre de la brigade ;
- 475 citations individuelles à l’ordre du régiment ;
- une Military Medal britannique.

### Entre-deux-guerres

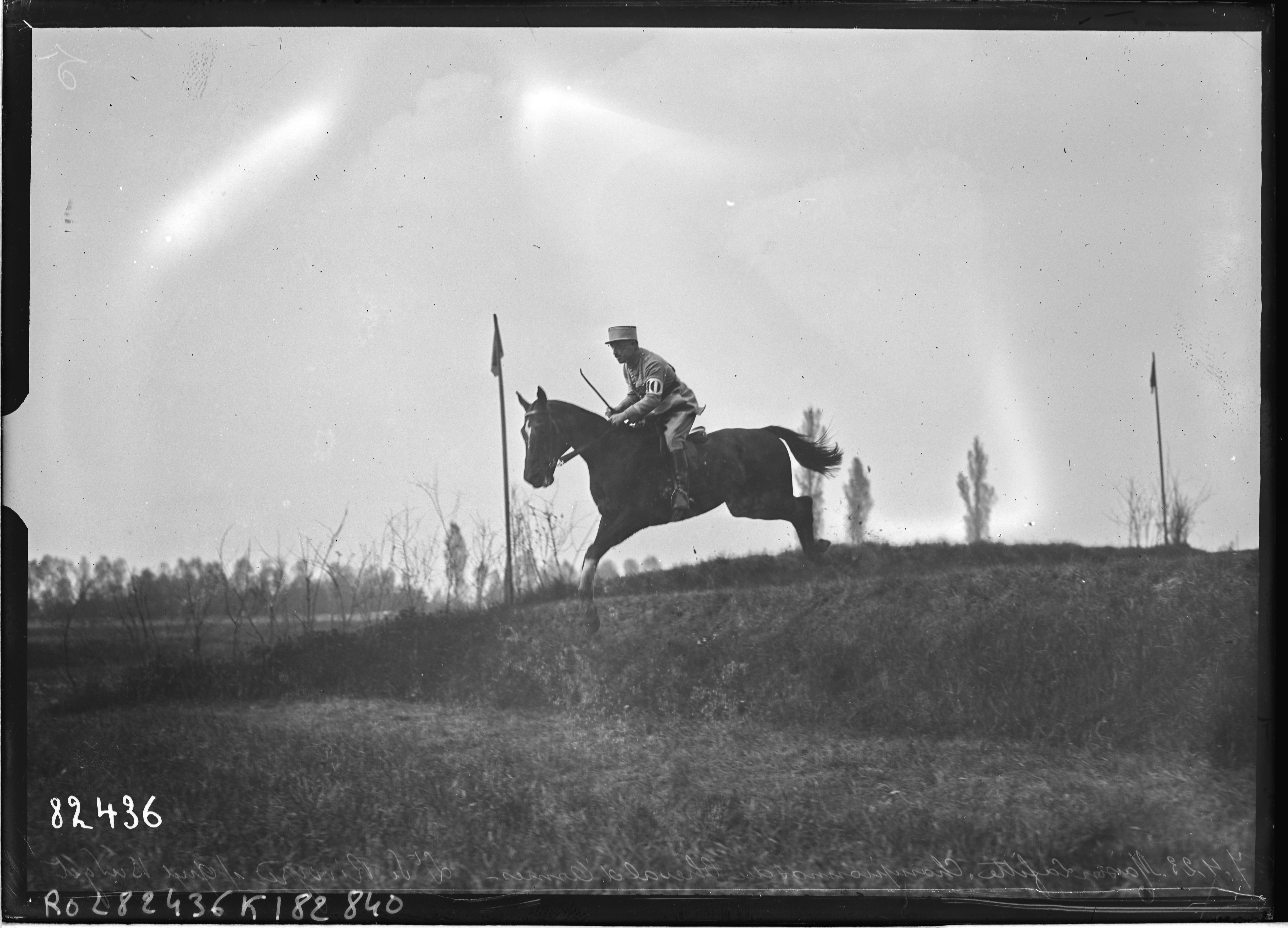
Un lieutenant du 2e hussards lors d'un concours d'équitation militaire le 7 avril 1923.

Le 1er août 1921, à Versailles, le 2e régiment de hussards est dissous et recréé le même jour à Tarbes avec les éléments du 10e hussards, sous les ordres du colonel Pichon-Vendreuil.
Le général Debeney, chef d’état-major général de l’Armée fait signer par le ministre de la Guerre Paul Painlevé, la décision ministérielle no 4746 I /II du 2 mai 1929, créant des unités de tradition et leur confiant la garde d’unités dissoutes. Cette DM modifiée par la circulaire no 10796 I/II du 27 octobre 1930, complétée par la circulaire no 2010-4/2 du 25 novembre 1930, désignent les escadrons du 2e hussards comme unités de tradition du 6e, 10e hussards et 15e dragons :
- 2e escadron : unité de tradition du 6e hussards (Marseille) ;
- 3e escadron : unité de tradition du 10e hussards (Tarbes) ;
- 4e escadron : unité de tradition du 15e dragrons (Libourne).

En juin 1932, dans la cour d’honneur des Invalides, le 2e hussards reçoit des mains du général Weygand, vice-président du conseil supérieur de la Guerre, les étendards des unités dissoutes dont il a la garde. De 1932 à 1939, les étendards du 15e dragons, 6e et 10e hussards défilent en tête du régiment derrière l’étendard du 2e hussards à l’occasion des prises d’armes de Tarbes.

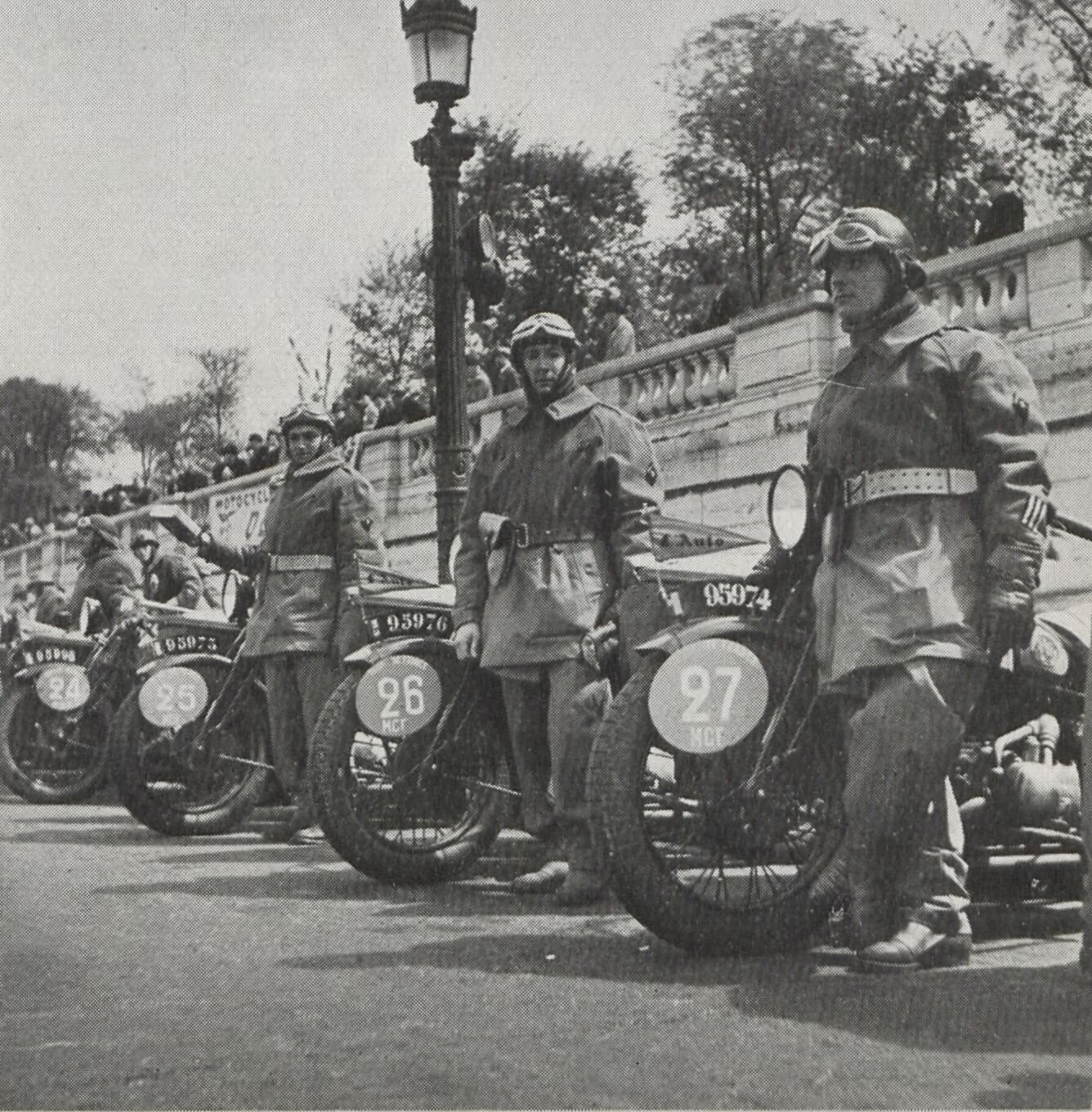
Motocyclistes du 2e hussards au départ du Tour de France militaire motocycliste 1938 (side-cars Gnome et Rhône XA).

Dans les années 1930, le 2e hussards est encore composé de quatre escadrons à cheval et d’un escadron hors rang. Chaque escadron de combat était à quatre pelotons et un peloton hors rang.
Il y a dans l’escadron hors rang, outre les services particuliers à tous les corps de troupe :
- un peloton de mitrailleuses hippomobiles à quatre groupes ;
- un peloton d’engins hippomobiles (mortier de 81 mm et canons de 37 mm) ;
- un peloton de transmission hippomobile ;
- un peloton motocycliste sur side-car René Gillet ;
- un peloton de mitrailleuses et d’engins portés sur camionnette ;
- un peloton de trois autos blindées Laffly 50 AM (canon de 37 mm ou mitrailleuses).

Le 2e RH est en garnison à Tarbes en janvier 1939, quand il est requis pour appliquer le « plan de barrage » dans les Pyrénées-Orientales. Ce plan vise à empêcher les militaires de l’armée populaire de la République espagnole, vaincue par les rebelles franquistes, en pleine Retirada, de passer en France. L’interdiction d’entrer est levée du 5 au 9 février.

### Seconde Guerre mondiale

#### De 1939 à 1942

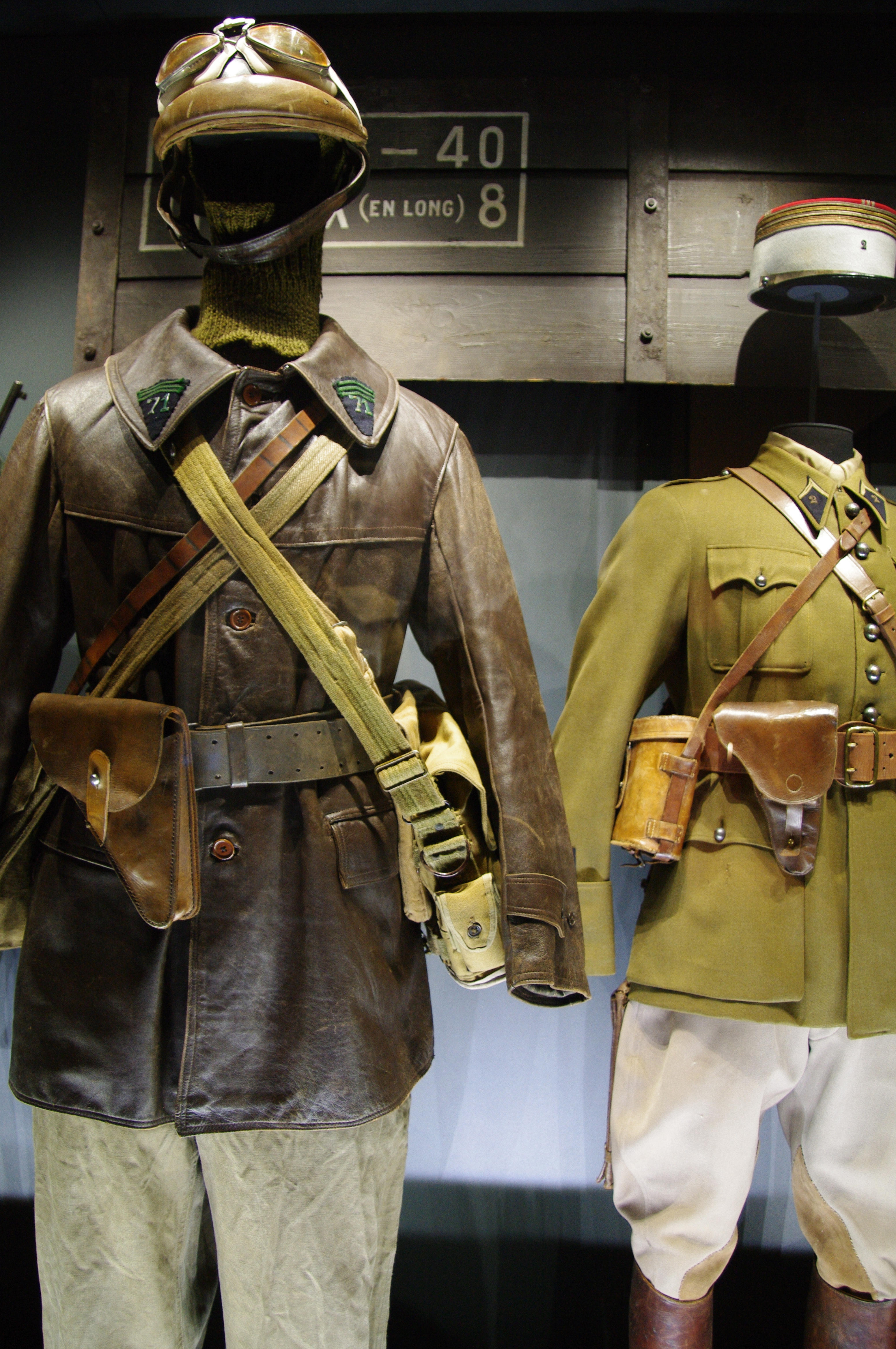
Uniformes de hussard motocycliste du et de lieutenant du 2e hussards en 1939, photographiés au Musée Massey de Tarbes.

La nouvelle de la déclaration de guerre surprend le 2e régiment de hussards (caserné au quartier Larrey à Tarbes) alors qu’il est en manœuvre dans la région. Une décision ministérielle du 16 mai 1923 prévoyait l’éclatement de neuf régiments de cavalerie en cas de conflit, pour organiser des Groupes de reconnaissance de corps d'armée (GRCA) ou de groupes de reconnaissance de division d'infanterie (GRDI).
Le 2e régiment de hussards est au nombre de ces régiments (comme le 3e hussards de Strasbourg) : il est dissous dès le 2 septembre 1939 et donne naissance, avec ses noyaux actifs autour desquels se groupent les réservistes, aux sept corps suivants :
- 16e groupe de reconnaissance de corps d'armée (16e GRCA) commandé par le lieutenant-colonel Abrial, affecté au 18e Corps d’Armée.
- 23e groupe de reconnaissance de division d’infanterie (23e GRDI), commandé par le chef d’escadrons Halna du Fretay et affecté à la 31e division d’infanterie alpine. En souvenir du 23e GRDI, cité à l'ordre de l'Armée et des violents combats autours de Blangy-sur Bresle, le 7e escadron porte le nom de Blangy.
- 29e groupe de reconnaissance de division d’infanterie (29e GRDI), commandé par le chef d’escadrons de Rolland, formé à Saintes, et affecté à la 35e division d’infanterie.
- 39e groupe de reconnaissance de division d’infanterie (39e GRDI), commandé par le lieutenant-colonel de Fontanges jusqu’au 14 mai 1940, puis par le lieutenant-colonel Roman-Amat à partir du 2 juin 1940 et affecté à la 36e division d’infanterie.
- 71e groupe de reconnaissance de division d’infanterie (71e GRDI), commandé par le chef d’escadrons Massacrier, formé à Saintes, et affecté à la 1re division d’infanterie coloniale.
- 74e groupe de reconnaissance de division d’infanterie (74e GRDI), commandé par le lieutenant-colonel Roman-Amat, puis à partir du 17 décembre 1939, par le chef d’escadrons Carmejane-Vesc et affecté à la 4e Division d’infanterie coloniale.
- Bien qu’il ne soit pas directement à l’origine de sa création, le 2e hussards contribue aussi à la mise sur pied du 80e groupe de reconnaissance de division d’infanterie (80e GRDI), commandé par le lieutenant-colonel de Lestapis, formé à Saintes et affecté à la 1re division d’infanterie marocaine.

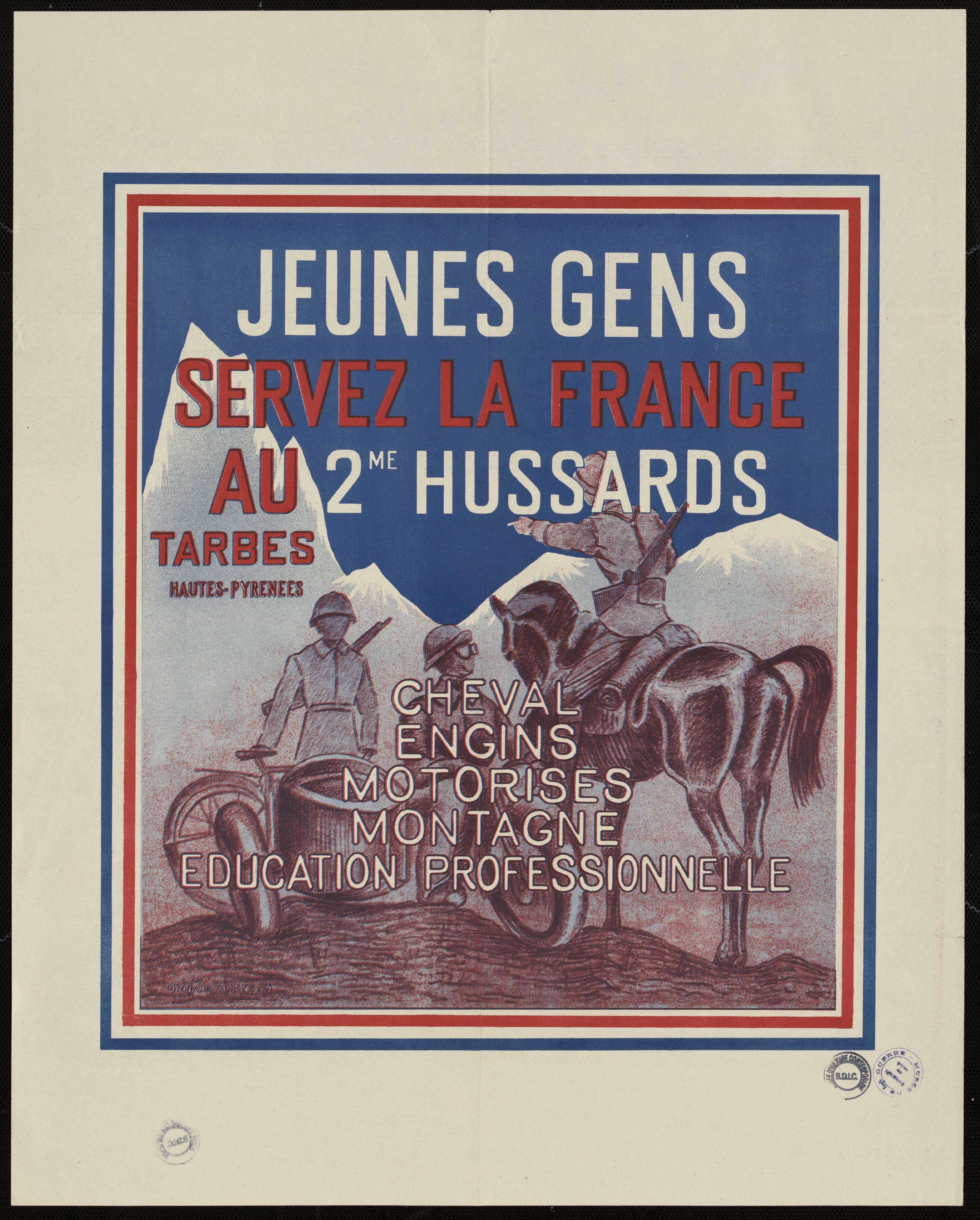
Affiche de recrutement pour le 2e régiment de hussards sous Vichy.

Le 2e régiment de hussards est reformé dès le 9 août 1940, sous les ordres du colonel de Blois de la Calande (1940-1941). Le nouveau 2e hussards est réellement organisé le 1er septembre 1940, dans le cadre de l’Armée d’Armistice sur le type « régiment de réserve générale », pour un total de 31 officiers, 156 sous-officiers, 817 hussards et 1 210 chevaux.
Le 2e hussards occupe le quartier de Larrey à Tarbes jusqu’à la dissolution de l’armée d’armistice le 25 novembre 1942 après l’invasion par l’armée allemande de la « Zone libre ». À la suite de cette décision, le colonel Desazars de Montgailhard (1942), chef de corps, successeur depuis le 11 novembre 1942 du colonel Boutaud de Lavilléon (1941-1942), écrira son célèbre ordre du jour :

« Tarbes, le 7 décembre 1942,

A mes officiers,

Nous avons obéi aux ordres du Maréchal jusqu’au sacrifice le plus dur. La honte qui nous a été imposée ne saurait demeurer sur notre étendard. L’emprise de l’ennemi se resserre ; les possibilités pour nous de reprendre les armes sur le sol de France s’évanouissent. Demain, peut-être, je ne serai plus libre. Le Colonel du 2e Hussards ne se rend pas, même sur un ordre. Je me porte garant de l’honneur du Régiment et du vôtre. C’est à ce titre seul que je prends aujourd’hui la décision de passer en Afrique pour me battre. J’ai sollicité des ordres. Je n’en ai reçu aucun. Je demeure donc votre Colonel, et je vous donne l’ordre de servir chacun là où vous aurez le sentiment de faire le mieux. Ralliez à moi, là-bas pour les uns, ici pour les autres, le jour de la délivrance. Après les outrages qu’il nous a fait subir, l’Allemand demeure pour le moment l’ennemi qu’il faut vaincre. N’oubliez jamais de demeurer des soldats.
DESAZARS de MONTGAILHARD

Cette lettre sera conservée jusqu’à mon retour en France. »

Un organe liquidateur du régiment reste en place jusqu’au 15 mai 1943.

#### L'Armée de Libération (1944-1945)
En août 1944, le « commandant » Émile Darizcuren, responsable de « l’Armée Secrète » pour la région de Tarbes et ancien chef de l’équipe de polo du 2e hussards, devient de fait, chef de corps du 2e hussards reconstitué. Le 24 août 1944, après les combats de la libération de Tarbes, le Corps Franc Pommies défile dans les rues de la ville avec les étendards de l'École de Cavalerie, du 2e Hussards et du 24e d'Artillerie. Par décision no 39 du 19 décembre 1944, le général Collet, commandant la 17e région, accorde au 1er régiment de cavalerie de Bigorre, en garnison à Tarbes, la faveur de reprendre l’étendard et les traditions du 2e régiment de hussards. Ce régiment est constitué d’éléments très divers :
- corps francs de la Montagne Noire, recruté principalement en Languedoc. Après les durs combats de Prades et de la Galaube, le corps franc de la « Montagne Noire » rejoint la 1re armée française entre Lyon et Dijon. Son 6e escadron est intégré dans le régiment de cavalerie de Bigorre à Tarbes ;
- Maquis de Lorris (Loiret), après ses actions dans la région de Châteauneuf-sur-Loire et Orléans participe aux combats de la libération de Paris, aux ordres du lieutenant-colonel Marc O’Neil. Le maquis de Lorris contribue à la formation d’abord du 95e RI, avant d’être intégré comme 5e escadron du 2e hussards ;
- Maquis du Charolais, puis escadron du Charolais formé de deux groupes de volontaires, l’un de la région de Bourbon-Lancy, l’autre dans la région de Marly-sur-Arroux : devenu le 3e escadron du régiment de cavalerie de Bigorre, il forme l’ossature du 1er escadron du 2e hussards ;
- 8e régiment de cuirassiers : le 2e escadron, escadron Delong, alors sur le front de la poche de Saint-Nazaire, est versé au régiment le 1er avril 1945[23].
- anciens éléments du 2e hussards ayant participé aux combats du Corps Franc Pommies

Le régiment sera grossi d’une partie du 3e régiment de hussards et du 9e régiment de dragons pour former le régiment de reconnaissance de la 36e division d’infanterie (D.I.) ; il quitte la ville de Tarbes le 22 février 1945 pour occuper la zone de cantonnement dans la région de Vic-en-Bigorre et de Rabastens-de-Bigorre (près de Tarbes). Le 3 mars, un jeune licencié en philosophie, Roger Nimier, s’engage au 2e hussards : il écrira quelques années plus tard le roman Le Hussard bleu et deviendra l'une des têtes de file de la génération d’écrivains connue sous le nom de « Hussards ». Le 8 avril 1945, le lieutenant-colonel O'Neill, nouveau chef de corps, présente aux « Chamborant », l’étendard du 2e hussards qu’il a reçu des mains du général de Gaulle à Paris, le 2 avril.
Du matériel américain est livré le 20 avril 1945, notamment de l'armement léger et des jeeps. La guerre prend fin le 8 mai. Le régiment reste en Bigorre jusqu’à la fin du mois. Il s’installe à Cagnes-sur-Mer le 2 juin comme régiment de reconnaissance de la 36e D.I. pour participer à la surveillance de la frontière italienne. Le 21 septembre, la 36e D.I. est mise à la disposition du général commandant les troupes d’occupation en Allemagne.
Début octobre, le 2e régiment de hussards part pour le pays de Bade : il récupère des éléments du 18e régiment de chasseurs à cheval de la 23e D.I. qui est dissoute. le 4e escadron du 2e Hussards devint alors l’escadron de tradition du 18e Chasseurs. En novembre 1945, l’état-major, l’escadron hors rang et le 2e escadron sont stationnés à Müllheim, le 1er escadron à Sulzburg, le 3e escadron à Heitersheim et le 4e escadron à Staufen im Breisgau. Le 11 novembre, le 2e Hussards, avec les éléments de la 36e DI, défile à Fribourg im Breisgau : le régiment est équipé d’AMD Panhard 178.

### De 1945 à nos jours

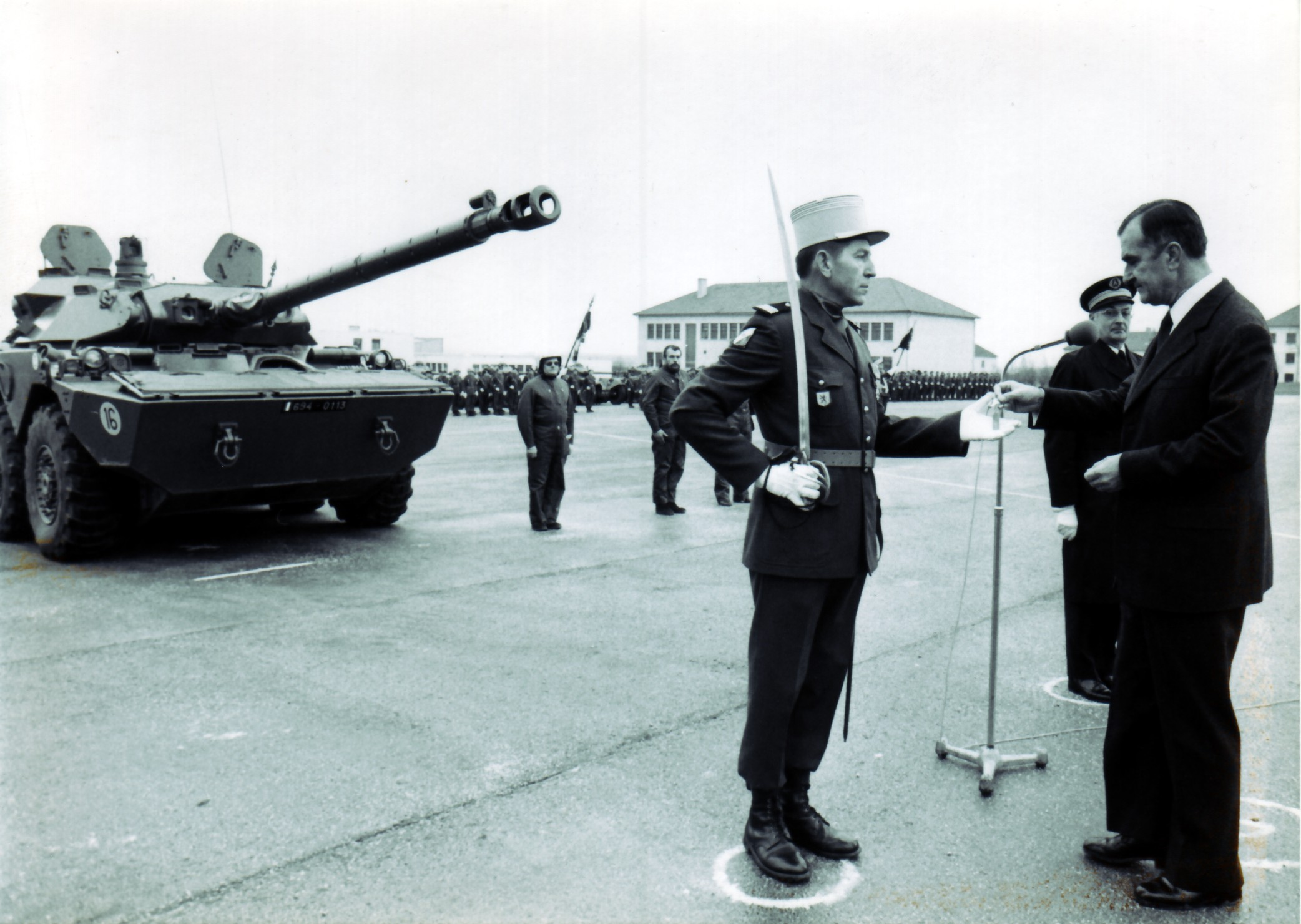
Remise par le ministre de la défense, Yvon Bourges des premiers AMX 10 RC au chef de corps du 2e Hussards le 20 décembre 1979.

À l'issue du second conflit mondial, le 2e régiment de hussards subit plusieurs changements. Il est dissous le 20 février 1946 dans le pays de Bade, puis recréé le 1er avril 1946 à Orléans avec les éléments du 4e régiment de hussards. Le 2e escadron  participe à la constitution d’un groupement opérationnel engagé entre août 1955 à mars 1956 au Maroc. Le 1er juin 1956, le régiment devient un centre d’instruction d’infanterie. En 1958, il se transforme en centre d’instruction Arme Blindée et Cavalerie. Le 1er septembre 1962, il incorpore les éléments du 12e régiment de dragons et reprend son rôle de régiment de cavalerie.
Du 1er juillet 1979  à août 2009, il tient garnison à Sourdun (Seine-et-Marne) en remplacement du 9e régiment de hussards dissous. Le 20 décembre 1979, il reçoit les premiers AMX-10 RC entrant en service dans l’armée française. En tant que régiment de reconnaissance blindée du 3e corps d’armée, il est articulé en 3 escadrons blindés sur AMX-10 RC (1er, 2e et 4e escadrons, soit un total de 36 engins) et un escadron anti-char (le 3e) sur Peugeot P4 Milan. Un quatrième escadron blindé sur AMX-10 RC (le 5e escadron "Ferme de Casanova") est créé en 1994 à la dissolution du 7e Chasseurs, portant à 48 le nombre de 10-RC en service.
Le 2e hussards accueille durant cette période des appelés du Service National en complément de son effectif de carrière. Certains appelés, en Volontariat Service Long (VSL)  participeront aux opérations ex-Yougoslavie (FORPRONU). En 1993, le régiment accueille les souvenirs et la salle d'honneur du 5e régiment de hussards dissous en Picardie le 1er janvier 1993. En juin 1994, il recueille les souvenirs et traditions du 8e régiment de hussards dissous à Altkirch le 7 mai 1993.
Il contribue, avec le 152e régiment d'infanterie, au groupement de sûreté et d'intervention (GSI) mis en place par la 3e brigade aéromobile en cas de crise.
Le 2e hussards reçoit en 1998 sa nouvelle mission de renseignement dans la profondeur. Il effectue une transformation profonde et rapide sous l'impulsion du colonel Ballarin puis sous les ordres des colonels Lépinette, de Barmon, de Fontenilles et Renard. Il acquiert rapidement une compétence reconnue et est engagé sur plusieurs théâtres (Ex-Yougoslavie, Côte d'Ivoire,Tchad, République Centre Africaine, Liban, Afghanistan, Mali).
En 2009, à la suite de la réforme de la carte militaire, le 2e régiment de hussards quitte la garnison de Sourdun et rejoint le quartier Estienne du camp d'Oberhoffen à Haguenau (Bas-Rhin).
Le 2 janvier 2021, le brigadier Loïc Risser et le sergent Yvonne Huynh sont tués au Mali lorsque leur véhicule blindé léger est touché par l'explosion d'un engin explosif improvisé. Le sergent Yvonne Huynh est la première militaire française tuée au combat dans le cadre d'une opération extérieure.

## Devise du régiment
« Noblesse oblige, Chamborant autant »
La devise de la famille de Chamborant est "Oncque ne failli", elle est reprise dans les traditions du Régiment. L'escadron de commandement et de logistique porte cette devise comme nom de tradition.

## Étendard

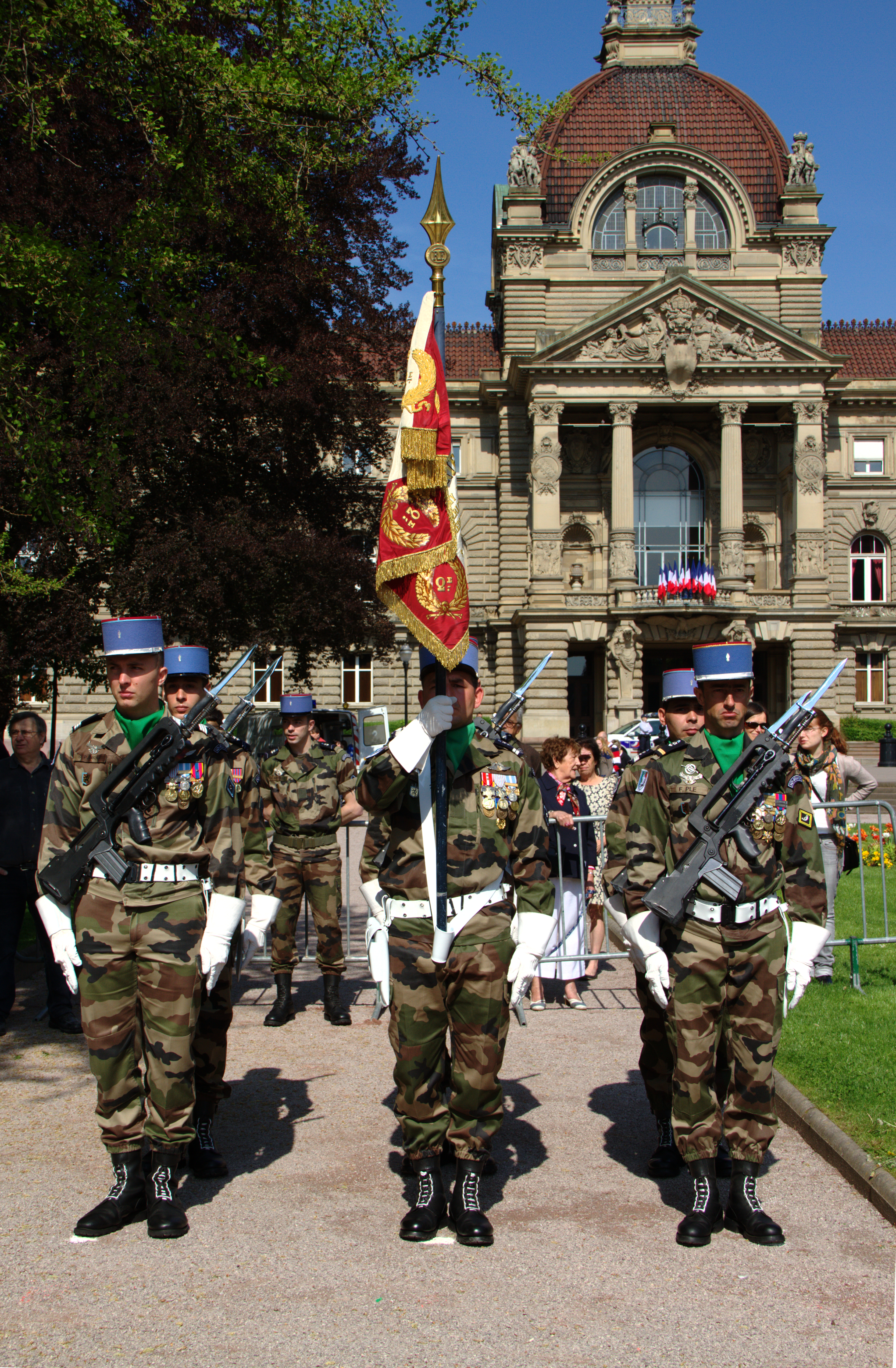
L’étendard et sa garde d’honneur.

Il porte, cousues en lettres d'or dans ses plis, les inscriptions suivantes :
- Valmy 1792
- Austerlitz 1805
- Friedland 1807
- Isly 1844
- Solférino 1859
- Flandres 1914
- L'Avre 1918

## Décorations et Armes d'honneur
Décorations du régiment

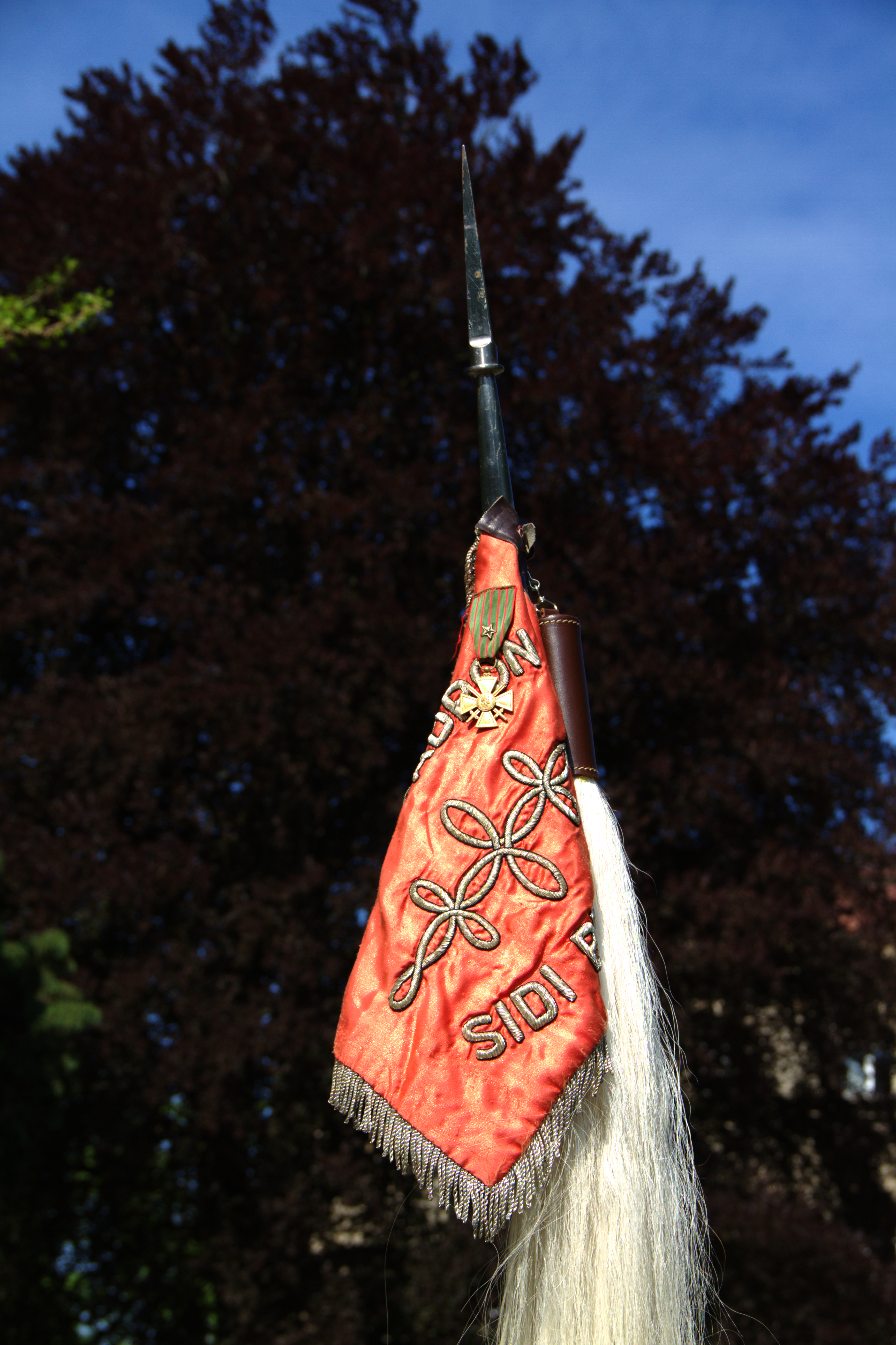
La croix de guerre 1914-1918 avec étoile d’argent pour citation à la division.

- Le régiment des "hussards bruns" ou "hussards de Chamborant" porte la médaille d'or de la ville de Milan en souvenir de sa participation à la campagne de 1859 (Solférino).
- Le 2e escadron en entier, commandé par le capitaine de Labeau est l'objet d'une citation à l'ordre de la 4e Division de Cavalerie pour "avoir accompli d'une façon remarquable une mission de reconnaissance de six jours dans la région d'Ypres au cours de laquelle il a fait preuve d’une endurance et d’une énergie dignes de tous les éloges et en particulier dans cet escadron, le lieutenant Le Mintier de la Motte-Basse ", (Ordre no 24 de la 4e Division de Cavalerie du 27 octobre 1914), qui entraîne l'attribution de la croix de guerre 1914-1918, avec étoile d’argent au fanion du 2e escadron.
- La croix de guerre 1914-1918 avec palme pour citation à l'ordre de l'armée est attribuée aux 3e et 4e escadrons formant la compagnie de marche du 2e Hussards sous le commandement du capitaine Douence : « Le 4 avril 1918, sous la conduite du capitaine Douence a fait preuve d'un superbe entrain et le magnifique courage dont il a fait preuve, en exécutant de concert avec d’autres troupes cette brillante contre-attaque qui a repris à l'ennemi une position importante. Il a fait 25 prisonniers et pris 2 mitrailleuses  ». (Ordre de l'Armée no 59 de la 1re Armée, du 2 juillet 1918, général Debeney).
- La croix de la valeur militaire avec palme a été remise au régiment, le 20 novembre 2013, dans la cour d'honneur des Invalides pour ses actions en Afghanistan en 2012.
- La croix de la valeur militaire avec étoile de bronze est remise au 1er escadron pour son action au Mali, par le général Ract-Madou en 2014.
- La croix de la valeur militaire avec étoile d'argent a été remise au régiment, en septembre 2022, à Strasbourg, pour son engagement en République centrafricaine, dans le cadre de l'opération Sangaris.
- la croix de la valeur militaire avec palme a été remise au régiment, le 4 juin 2025, au Quartier Stirn, à Strasbourg, pour ses actions au Sahel (Mali et Niger) dans le cadre de l'opération Barkhane de 2014 à 2022, par le général Danès, ancien chef de corps et commandant les actions dans la profondeur et du renseignement (CAPR)

Titulaires d'armes d'honneur
FUCH (Jean-Baptiste), maréchal des logis au 2e Hussards, fit avec distinction les guerres de la Révolution de 1792 à 1799 et se signala à nouveau pendant la campagne du Rhin en 1800. Il chargea avec intrépidité une batterie de 6 pièces de campagne, tua plusieurs canonniers autrichiens et s’empara de 2 bouches à feu qu’il ramena au général Debelle commandant en chef l’artillerie après le combat de Neuwied le 18 avril 1797. Il est de nouveau cité le 16 octobre 1799 pour l’attaque d’une batterie ennemie. Le 4 pluviôse an XI, le Premier Consul lui décerna un fusil d’honneur. Membre de droit de la légion d’honneur, le 1er vendémiaire an XII. Il reçut en 1805, les galons de maréchal-des-logis-chef.
MELLINGER (Jean), trompette au 2e Hussards. À Hohenlinden, il s’élança sur l’ennemi, à la tête de son escadron en sonnant le charge, tenant sa trompette d’une main et en sabrant de l’autre. Le 4 pluviôse an XI, une trompette d’honneur. Membre de droit de la légion d’honneur, le 1er vendémiaire an XII. Il fit les campagnes de 1805 à 1807. Mort en 1808.

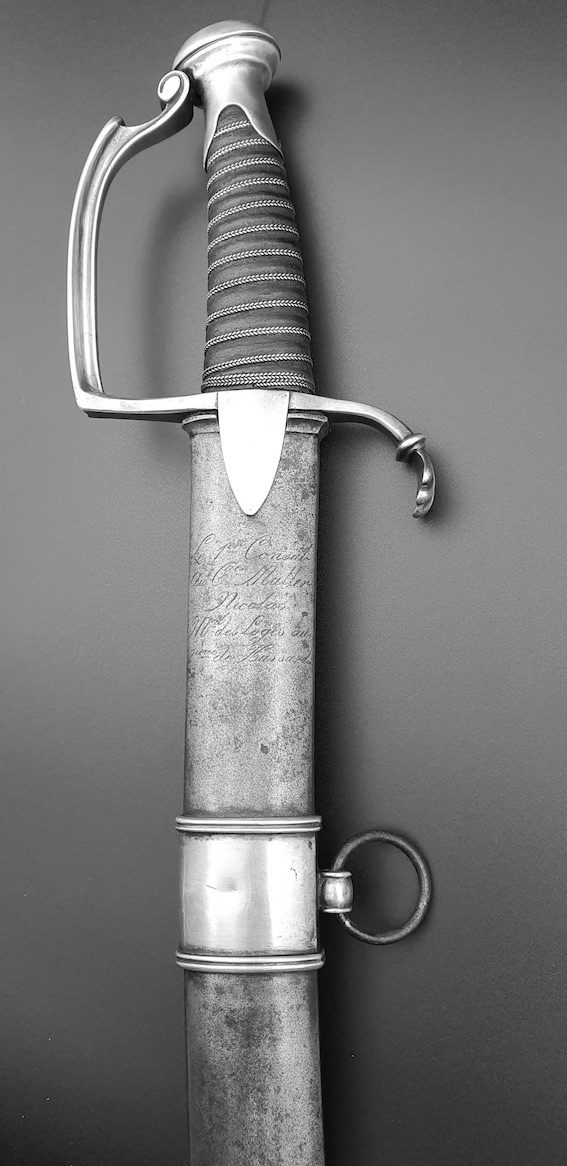
Sabre d'honneur du Maréchal des Logis Nicolas Muller.

MULLER (Nicolas) – ou Miller, maréchal des logis au 2e Hussards, se fit remarquer par sa brillante conduite pendant la campagne de l’armée du Rhin en 1800 et se distingua particulièrement à Hohenlinden le 10 frimaire an IX. Il reçut le 4 pluviôse an XI un sabre d’honneur. Après la paix de Lunéville, Muller quitta le service et se retira dans ses foyers. Membre de droit de la légion d’honneur, le 1er vendémiaire an XII.
REISMANN (Joseph), né en 1769 à Lautenbachzell (Ht Rhin), incorporé en 1788, brigadier en 1793, maréchal des logis en 1799. Sa conduite distinguée pendant la campagne de 1800 lui mérita, le 28 fructidor an X, un sabre d’honneur. Au moment d’une attaque de tirailleurs, il se jette au galop sur une pièce de canon, tue deux servants, met les autres en fuite et s’empare de la bouche à feu qu’il ramène avec lui. Membre de droit de la légion d’honneur, le 1er vendémiaire an XII. Retraité en 1808. 
RICHARD (Claude), maréchal des logis au 2e Hussards, né dans le département du Haut-Rhin, se fit particulièrement remarquer à l’armée du Rhin pendant la campagne de 1800, à la prise de position défendue par un corps d’infanterie autrichienne et par 2 batteries d’artillerie, sur lesquelles il arriva l’un des premiers sous le feu de la mitraille et de la mousqueterie ennemie ; il s’empara d’un obusier au moment où il allait faire feu et le ramena avec lui. Il reçut, le 28 fructidor an X un sabre d’honneur. Membre de droit de la légion d’honneur, le 1er vendémiaire an XII. Retraité en 1807, électeur de l’arrondissement de Belfort.

## Traditions

### Uniforme

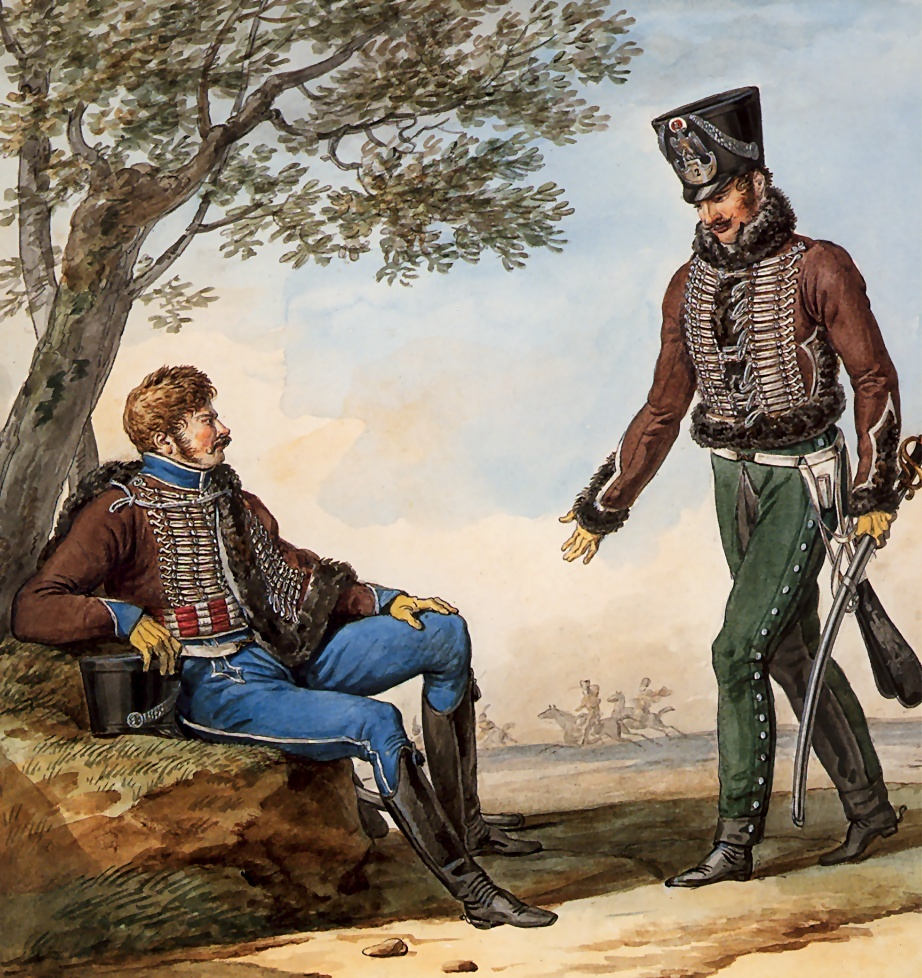
Uniformes du 2e régiment de Hussards en 1812.

L'uniforme de tradition du régiment est constitué d'une pelisse brune, d'un dolman brun et d'une culotte azur.

#### Uniformes antérieurs à la réforme du 25 mars 1776
De 1744 à 1763, tous les régiments de hussards portent un uniforme azur. La distinction des régiments se fait un temps par la couleur des passementeries, puis par celle du bonnet et de sa flamme.
En 1763, une ordonnance royale établit un uniforme vert foncé pour la pelisse et le dolman, et rouge pour la culotte. La distinction des régiments se fait par la couleur de la flamme du bonnet (vert foncé pour Chamborant).

#### Réforme du 25 mars 1776
Lorsque Louis XVI (ordonnance du 25 mars 1776) décida que les régiments de cavalerie seraient identifiés par une couleur propre, la reine Marie-Antoinette proposa avec malice au marquis de Chamborant que ses hussards (soldats réputés turbulents et fiers) portent la couleur de la bure des moines capucins (brun). Le marquis, piqué au vif, aurait répondu : "le Roi verra mes moines à l'œuvre".
Plusieurs années ensuite, lorsqu'une seconde couleur devint nécessaire pour distinguer les régiments (ordonnance du 1er octobre 1786), Marie-Antoinette demanda à Chamborant quelle seconde couleur il choisirait. Chamborant répondit « s'il plaît à ma reine, je choisirai la couleur de ses yeux ». Ainsi Chamborant Houzards porta désormais le brun et l'azur.
Le régiment (alors Chamborant Houzards, puis 2e régiment de hussards) portera ces couleurs sans interruption pendant près de 40 années, malgré plusieurs reformes.

#### Après 1825
En 1825, les uniformes des régiments de Hussards sont modifiés, le 2e régiment conserve sa pelisse et son dolman bruns, et porte une culotte rouge. En 1844, lors d'une nouvelle reforme des uniformes, les couleurs précédentes sont restaurées.

### Chant de tradition
- Le chant de tradition du 2e Régiment de Hussards s'intitule "La Chamborant". Il a été composé par Philippe Constant.

| LA CHAMBORANT 1. En les voyant passer sans monture, On se dit : "où sont leurs destriers ?" Car chacun devine à leur allure Qu'ils sont cavaliers. L'ennemi n'en mènera pas large, Car à cheval, en A.M. ou en char, Ce seront, quand sonnera la charge, Toujours les hussards. | Refrain Chantons tous : "noblesse oblige, Chamborant autant." Gardons au cœur le prestige Des fiers cavaliers d'antan, Qui, méprisant la camarde, Sabraient plein d'allant, Chargeant bravement, À la houzarde. | 2. Fils de ceux dont les grands sabres frappent, Bousculant les rangs de l'ennemi, Des héros d'Austerlitz, de Jemmapes, Friedland et Valmy, Des houzards qui chargent botte à botte, Au Texel au milieu des glaçons, La cernant, virent toute une flotte Baisser pavillon. | 3. Terres à conquérir, sol à défendre, Soleil d'été ou brumes d'hiver, En Champagne ou dans la boue des Flandres, Aux bords de l'Yser, Levant le sabre ou pointant la lance, Pour charger à travers les taillis, Lorsque le 2e hussards s'élance, Oncques ne faillit. |

## Le régiment aujourd'hui

### Subordinations

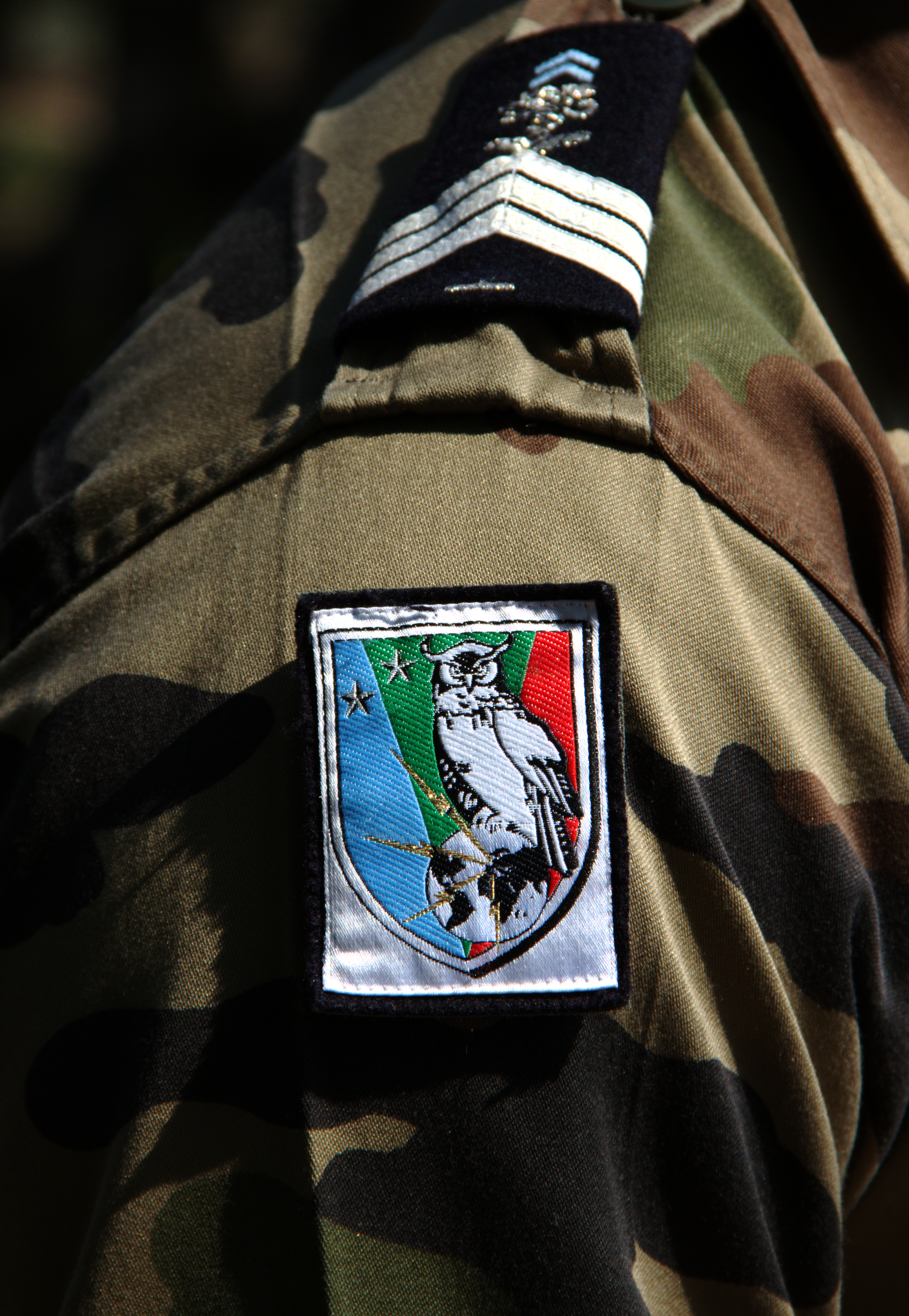
Insigne de la brigade de renseignement.

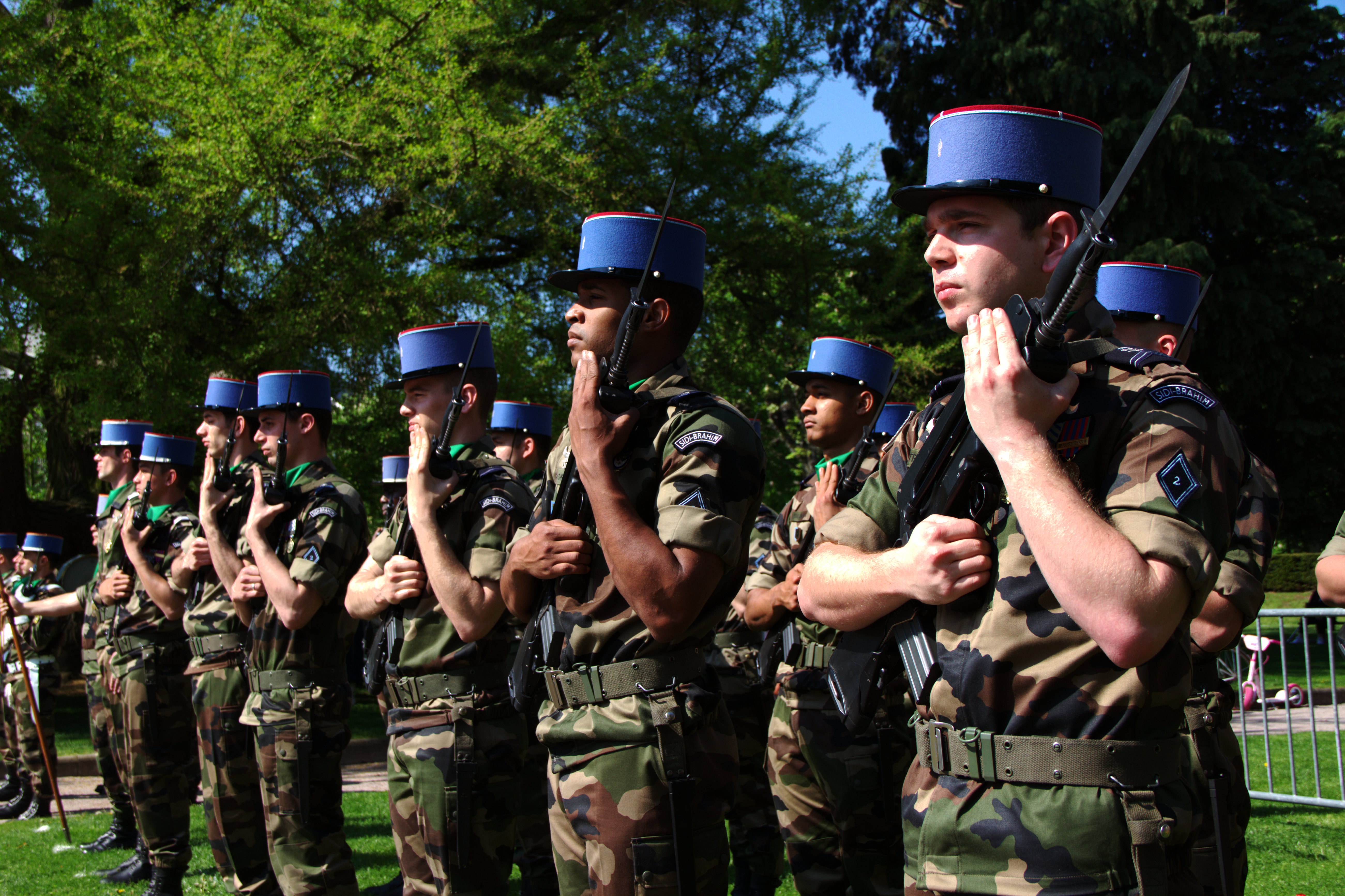
Un détachement du 2e escadron Sidi-Brahim à la cérémonie commémorative du 8-mai-1945 à Strasbourg le 8 mai 2013.

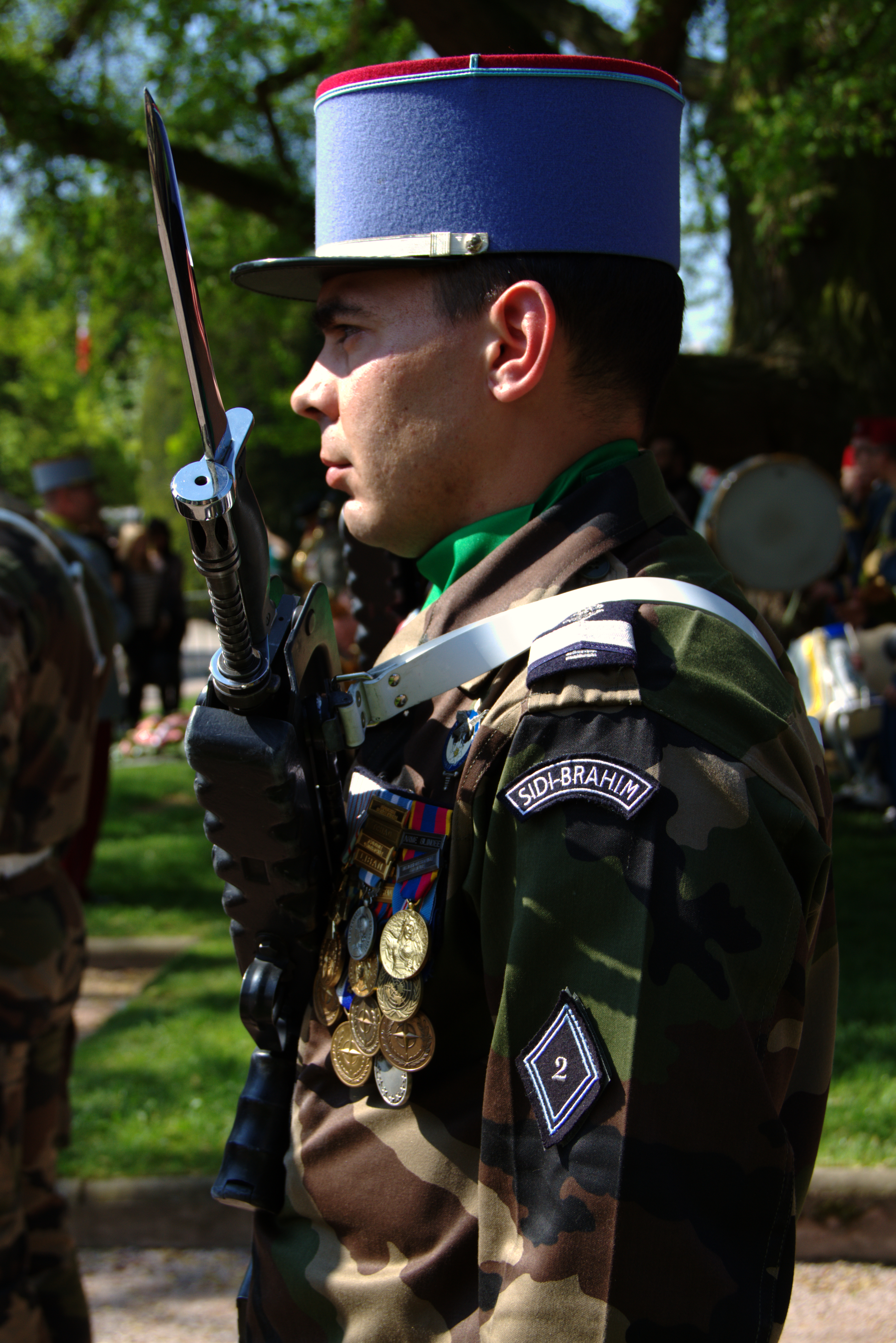
2e escadron Sidi-Brahim.

Le régiment est subordonné à la brigade de renseignement et cyber-électronique (BRCE) du Commandement des Actions dans la Profondeur et du Renseignement (CAPR). Son soutien est assuré par le groupement de soutien de la base de défense de Strasbourg - Haguenau - Colmar.
Le 2e Hussards est un cas atypique dans l'armée française ; il offre un exemple rare de changement radical de spécialité, (comme son prédécesseur, le 13e RDP en 1963).
À la demande du Chef d'état-major de l'Armée de Terre, en 1998, qui voulait augmenter la capacité française dans le domaine du renseignement d'anticipation, il a entrepris un changement complet de mission, tout en s'appuyant sur l'esprit d'audace et de liberté de pensée hérité de la tradition des hussards.

### Missions
Mettre en œuvre des équipes de recherche humaine dans la profondeur qui peuvent être mises en place soit en VBL soit par la troisième dimension. Ces équipes sont aptes à renseigner sur des objectifs à haute valeur ajoutée et, pour certaines équipes, à les désigner au profit de l'Armée de L’Air et de l'ALAT.
Spécialisé dans l'infiltration et le camouflage, le 2e Hussards se caractérise par la mobilité de ses équipes qui sont
redéployables sur court préavis.
Cette unité a pour mission la recherche du renseignement. Ces actions sont menées par des petites équipes (patrouilles) de 6 hommes agissant en semi-autonomie sur les arrières de l'ennemi. L'infiltration vers l'objectif peut se faire en VBL, par héliportage ou par tout autre moyen adapté à la zone de conflit ou de crise. En aucun cas les moyens de transport (terrestre ou aérien) ne sont utilisés jusqu'à l'objectif : la phase finale de l'approche ne se fait qu'à pied pour des raisons de discrétion.
Entité particulière au sein des unités classiques, parfois les équipes ne communiquent pas entre elles et ne constituent pas un dispositif tactique. Chacune reçoit un objectif précis qu'elle approche en s'infiltrant furtivement sur une distance maximale de l'ordre de 80 à 150 km, une telle profondeur n'est cependant pas utilisée de nos jours. Elle envoie ensuite le fruit de ses observations, de façon chiffrée, à un centre qui analyse le renseignement et le transmet au commandement du théâtre d'opérations, à qui il permet d'orienter son action et d'anticiper.
Certaines de ces patrouilles ont la capacité de guider des aéronefs sur l'objectif observé, par désignation directe ou par guidage radio.
Le 2e Régiment de Hussards se signale depuis plusieurs années par sa capacité d'innovation et de mise en œuvre "sur-mesure" de nouvelles méthodes de renseignement adaptées au besoin de l'employeur (commandant du théâtre d'opérations). Par son efficacité dans les zones de crise, il a également été proposé à l'OTAN, et a été désigné comme unité de recherche profonde de l'Eurocorps.
À cet égard il offre à l'Armée de Terre une capacité conventionnelle de renseignement dont l'emploi s'effectue sous l'égide de la Brigade de Renseignement (BR) en totale synergie avec les autres moyens de renseignement électroniques et d'imagerie qui la composent.
À ce titre, les Hussards du 2 sont en permanence engagés sur les différents théâtres d'opérations extérieures ainsi que sur Sentinelle. Ces hussards recueillent, traitent et diffusent l'information, apportant la plus value d'appréciation de situation propre au capteur humain.
Le régiment, déjà engagé en tant que régiment blindé dans les Balkans a poursuivi, dès sa transformation entamée, ses missions sur de nombreux théâtres qui se sont ouverts au fur et à mesure des engagements français et de la reconnaissance des qualités des chamborants dans leur nouveau domaine d'emploi et des besoins croissants en matière de renseignement.
En commençant par la Bosnie, puis le Kosovo, l'Afghanistan, la Côte d'Ivoire, le Tchad, le Liban, la République centrafricaine, ce sont progressivement quelque dix patrouilles de recherche et autant de détachements de mise en œuvre que de théâtres que doit armer Chamborant en permanence, les escadrons se relevant les uns les autres suivant le principe de l'auto-relève.
L'engagement au sein de l'opération Serval puis Barkhane marque un tournant dans les missions du régiment qui sera l'ossature des détachements de recherche multicapteurs avec l'intégration des capacités des autres régiments du commandement du renseignement. Le maillage, la technicité et la qualité des productions révèleront toute la pertinence du dispositif et sera l'élément moteur de la fonction renseignement pour cette opération majeure pour le régiment et l'Armée française en général. Le régiment engagera des détachements dans toutes les bases de l'opération BARKHANE : MALI, TCHAD, NIGER, avec des résultats remarqués dans la lutte anti-terrorisme avec la participation à la capture ou/et neutralisation de cadres et groupes terroristes.
Le régiment perdra 3 équipiers durant l'opération BARKHANE : Karim EL ARABI, mort au NIGER, Yvonne HUYNH et Loïc RISSER morts au MALI.
Le régiment engage également des équipes au profit des attachés de défense de certaines ambassades En Afrique ou au Moyen-Orient.

### Renseigner au plus près de la menace
Il est un système complet qui a pour mission de renseigner avec un seul type de capteur : l’Homme. La mission du régiment consiste à recueillir du renseignement et à le traiter avant de le diffuser. Pour cela, chaque équipier de recherche humaine est en mesure de mettre en œuvre deux savoir-faire complémentaires : l’observation discrète ou furtive, et le traitement de sources humaines. Si nécessaire, il contribue à la neutralisation ou à la destruction des objectifs en guidant les frappes d’unités interarmes ou interarmées.

### Formation
En plus des formations communes à toute l'Armée de terre, le 2e régiment de hussards dispense des formations spécialisées dans la recherche blindée : pilotage du VBL, techniques d'auto-défense, utilisation des moyens optiques, photographiques et vidéo et des moyens de transmissions, apprentissage des savoir-faire propres au monde du renseignement, topographie...
La FGI (formation initiale du militaire du rang) d'une durée de 3 mois est progressive suivie d'une formation spécialisée de 2,5 mois, puis, d'une formation qualifiante de 3,5 mois. Après quoi, le hussard est affecté en escadron pour poursuivre sa préparation opérationnelle en vue d'une opération.

### Emplois
Le 2RH recrute :
- Militaire du rang : équipier de recherche humaine;
- Sous-officier : adjoint d'équipe ou chef d'équipe de recherche humaine;
- Officier : chef d'équipe de recherche humaine;

### Composition
Le 2e Hussards est composé, en janvier 2011, de 950 soldats répartis en neuf escadrons :
- 4 escadrons de recherche humaine avec et sans contact
- 1 escadron de recherche spécialisé (patrouilles nautiques, quads, sécurité, renseignement spécialisé...)
- 1 escadron de Traitement et de diffusion du Renseignement
- 1 escadron de formation spécialisé
- 1 escadron de commandement et de logistique
- 1 escadron de réserve spécialisé.

### Noms des escadrons

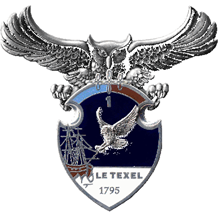
Insigne du 1er escadron "Texel" du 2e Hussards

Les escadrons du 2e Hussards portent un nom de tradition, le plus souvent en mémoire de leur principal fait d'armes.
- 1er escadron : Texel

En mémoire de la charge des hussards contre la flotte hollandaise prise dans les glaces à l'embouchure du Texel.
- 2e escadron : Sidi-Brahim

Bataille de la campagne d'Algérie où le 8e Bataillon de Chasseurs à Pied et le 2e escadron du 2e Hussards se couvrirent de gloire. "La Sidi-Brahim" est devenue la fête de tradition des chasseurs (à pied et alpins).
- 3e escadron : Bois de l'Arrière-Cour

Combat de la guerre 14-18 dans lequel le 3e escadron résista héroïquement dans un petit bois de la Somme. L'escadron fut décoré de la Croix de guerre 1914-1918 pour cet acte d'héroïsme.
- 4e escadron : Stockem

Le 7 août 1914, entre Stockem et Arlon (Belgique), alors que les troupes françaises reculent sous l'offensive allemande, le 4e escadron charge à un contre trois un groupe d'escadrons du 7e régiment allemand de chasseurs à cheval en progression près du village de Stockem, qui eut dans cette rencontre près de 50 morts et de nombreux prisonniers.
L'escadron est décoré de la croix de guerre 14-18.
- 5e escadron (réserve): Ferme de Casa-Nova

Escadron de réserve spécialisé
- 6e escadron : Braunsberg

Escadron de Traitement et de diffusion du Renseignement
- ECL (Escadron de Commandement et de Logistique) : Oncques ne faillis (Ne faillit jamais), devise de la famille Chamborant

- 7e escadron : Blangy-1940

Créé par intégration de la 1re compagnie du Groupement de Recueil de l'Information de la BR, le 8 septembre 2010 : gardien des traditions des GRCA et GRDI, mis sur pied en 1939 et plus particulièrement les combats autour de Blangy en 1940, où le 23e GRDI gagna une citation à l'ordre de l'armée.
- 8e escadron : Warburg-1762

Créé par intégration de la 1re compagnie du Groupement de Recueil de l'Information de la BR, le 8 septembre 2010 : porte le nom du fameux raid de cavalerie sur les arrières de l'ennemi, mené par le marquis de Chamborant. Depuis 2025, il reprend aussi le rôle du 9ème escadron en étant également une Unité de formation initiale du régiment.

### Équipements

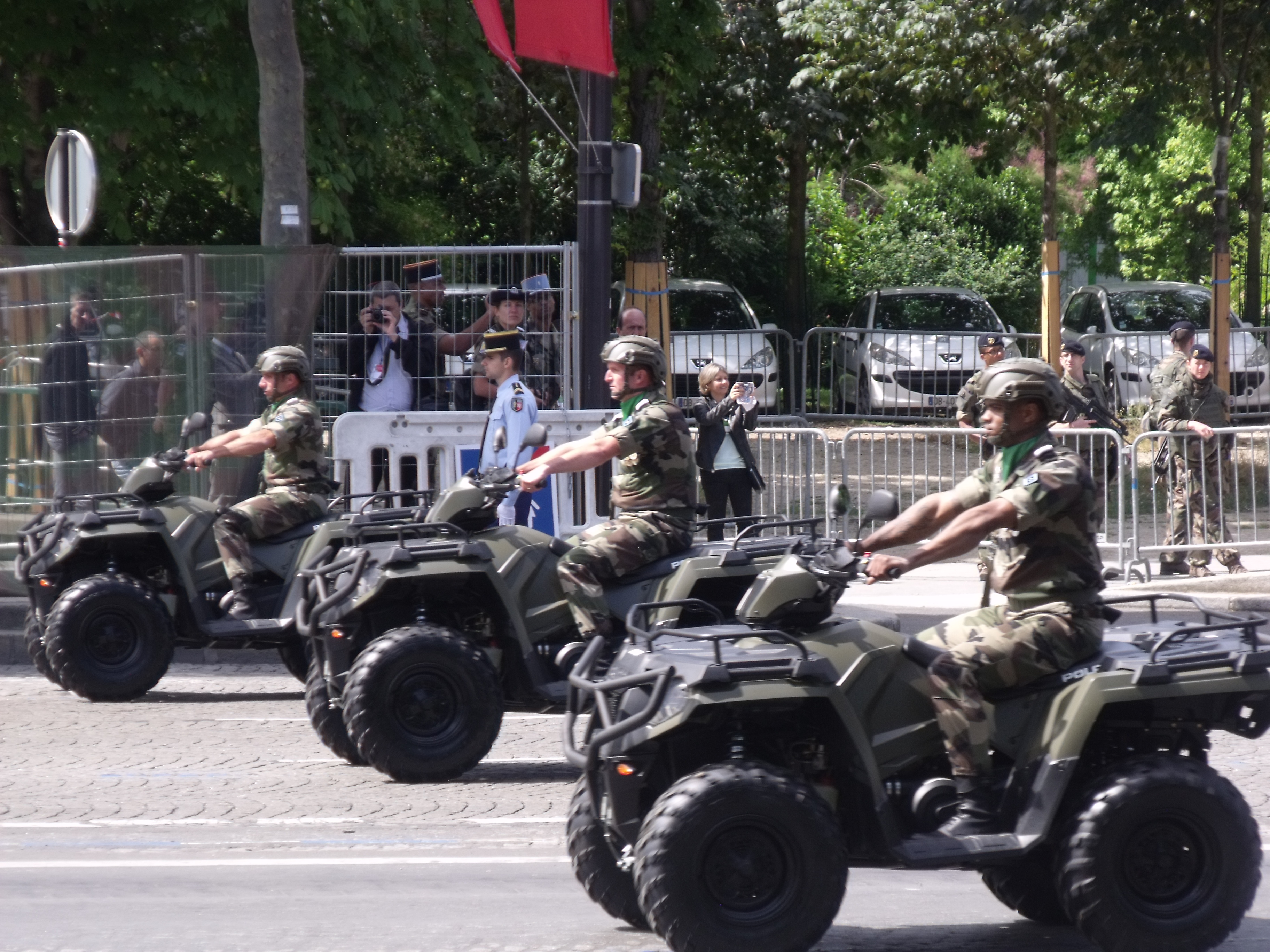
Quad Polaris du 2e régiment de hussards, 14 juillet 2016 à Paris.

Il est principalement constitué de véhicules blindés légers long (VB2L) amphibies de 3,5 t.
Les équipes sont équipées de moyens de prise de vue, d'observation de nuit et de transmission chiffrée à longue distance, par voie hertzienne ou par satellite. Les hommes disposent de tenues de camouflage et d'équipements (sacs spéciaux, brelages, doubles dotations, armements spécifiques) adaptés au port de très lourdes charges lors de l'infiltration à pied.
- Moyens d’observation jour/nuit (optiques et thermiques) ;
- Moyens de prise de vue photo et vidéo ;
- Moyens de transmission HF, VHF, satellite avec dispositifs de chiffrement ;
- Moyens de guidage ;
- Moyens de systèmes d'informations ;
- VB2L armés d'ANF1 (7,62 mm) amphibies, équipés GPS, moyens informatiques (MAESTRO) ;
- Dispositifs de camouflage ;
- Autonomie variant selon le contexte de la mission.
- Armement conséquent (Minimi, MAG58, SCAR-L & SCAR-H, HK UMP, FAP Cal.12, LG40...).

L'équipe de recherche humaine (six hommes) :
- un chef d'équipe ;
- un adjoint ;
- deux pilotes VBL ;
- un observateur spécialiste option transmission ;
- un observateur spécialiste option acquisition.

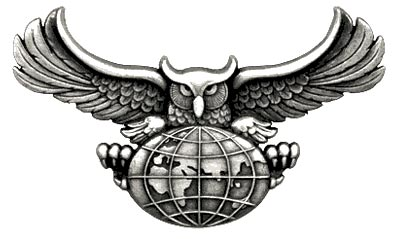
Insigne non homologué du brevet de régiment blindé de recherche du renseignement (RBRR).

Le 2e régiment de hussards décerne les brevets suivants (les autres brevets n'étant pas homologués et plus attribués) :
- brevet d'observateur d'équipe de recherche humaine (étoile de bronze) ;
- brevet d'adjoint d'équipe de recherche humaine (étoile d'argent) ;
- brevet de chef d'équipe de recherche humaine (étoile d'or) ;
- brevet de transmetteur d'équipe de recherche humaine (étoile et foudres de bronze) ;
- brevet d'adjoint de station transmission (étoile et foudres d'argent) ;
- brevet de chef de station transmission (étoile et foudres d'or);
- brevet de chef de celulle de mise en oeuvre (étoile noire).

### Stationnement
2e régiment de hussards
Quartier Estienne
67504 Haguenau CEDEX
Stationné dans une ville d'environ 36 000 habitants qui possède de nombreux commerces et infrastructures sportives (complexe sportifs, piscine, stades, salle d'escalade...). C'est une ville dynamique située à environ 30 minutes de Strasbourg.

Tél : + 33 3 88 06 84 05

## Personnalités ayant servi au2ehussards

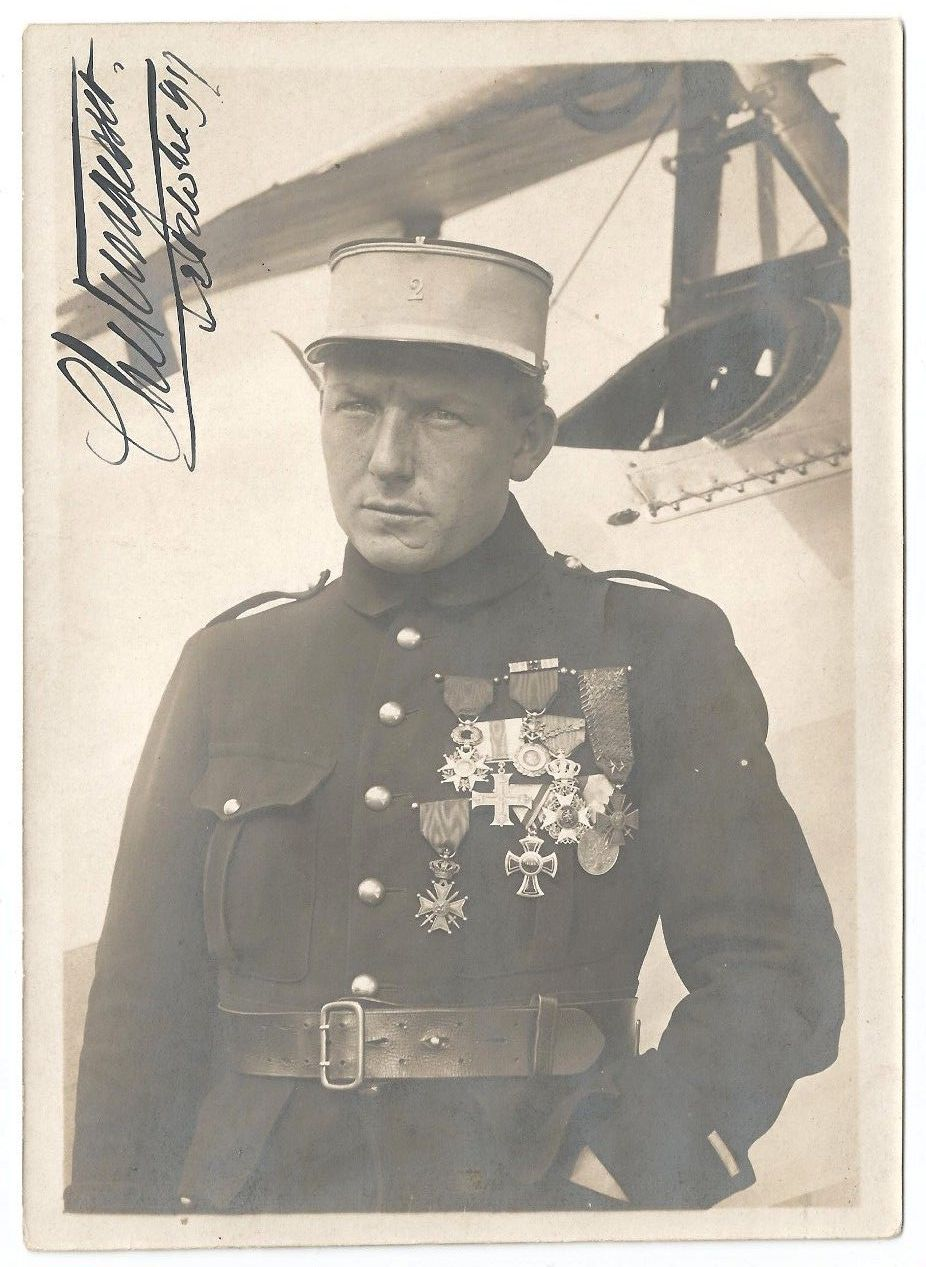
sous-lieutenant Charles Nungesser (Collection salle d'honneur du 2e Hussards)

- sous-lieutenant Charles Nungesser (Collection salle d'honneur du 2e Hussards)Général Alfred Frédéric Philippe Auguste Napoléon Ameil, chef d'escadrons de 1847 à 1851
- Paul de Cordon
- Nicolas-François Christophe (sous-lieutenant en 1792), général de brigade
- Jacques Louis Elie Decazes, comte de Glückbierg (1891-1916), EV au 2e Hussards, maréchal des logis
- Jacques Dufilho, acteur, ancien du 2e Hussards et du 29e GRDI
- Charles de Foucauld
- Louis Giscard d'Estaing, aspirant en 1981
- Gaspard Hug alors simple cavalier
- Victor Iturria, Compagnon de la Libération
- général Frédéric Legrand, sous-officier au 2e hussards de 1830 à 1837
- Hubert Lyautey, maréchal de France, lieutenant de 1880 à 1882
- Charles François Martigue (1777-1825) alors sous-lieutenant.
- Jean Paul Egide Martini, musicien, sous-lieutenant surnuméraire en 1768-1772
- Étienne de Montety, journaliste et écrivain (1989)
- Général Henri Navarre, sous-lieutenant en 1918
- Roger Nimier, écrivain, engagé volontaire au régiment de mars à août 1945
- Charles Nungesser, as de l'aviation, brigadier au régiment en 1914
- Déodat du Puy-Montbrun (1920-2009), lieutenant-colonel en 1962
- Albert de Rocca, officier au début du XIXe siècle, écrivain et mari de Madame de Staël.
- Augustin de Romanet, aspirant en 1983
- Willy de Spens d'Estignols, écrivain, maréchal des logis,
- Général Stengel, commandant la cavalerie de l'Armée d'Italie
- Jean-Louis Alexandre de Touchebœuf, chef d'escadron au régiment de hussards de la Meurthe le 29 novembre 1815.
- Laurent Voulzy - source: son chef de peloton contingent 1968 2B

## Sources et bibliographie
- ANDISSAC (Maxence), "Le 2e Hussards à la veille de la Seconde Guerre Mondiale", dans Vivat Hussar, Tarbes, 1987, no 22, p. 99-102.
- ANDRAS de MARCY (Pierre-Edme), Cinq mois de campagne d’un lieutenant du 2e Hussards, Nevers, Imp. Mazeron, 1917, 174 p.
- AZAN Paul, Sidi-Brahim, Paris, Lavauzelle, s.d, 810 p.
- BARJAUD (Yves), "Souvenir d’un demi-siècle : les hussards dans la tourmente" dans Vivat Hussar, Tarbes, 1987, no 28, p. 75-80.
- BOULIN (Marcel), André-Claude, Marquis de Chamborant, sa famille, son régiment, 1732-1805. Tarbes, chez l'auteur, 1983.
- BOISSAU (général R.), "Avant Chamborant, le premier Esterhazy 1735-1743", dans Vivat Hussar, Tarbes, 2001, no 36, p. 8-26.
- BUISSON, de RANCOURGNE, de MALASTRIE, REY, Les hussards de Chamborant (2e Hussards). préface du colonel de Chalendar, Paris, Firmin Didot, 1897, 333 p.
- DUFOURG (Robert) & MAGNEN (René), Chamborant, 2e Hussards, Bordeaux, Ed. Delmas, 1958, 93 p.
- DUPONT (Marcel), Nos vieux houzards, Paris Berger-Levrault, 1934, 184 p.
- DUPUY (Raoul), Historique des régiments de hussards (1690-1892), Paris, Lib. Militaire Dubois, 1893, 171 p.
- Historique du 2e régiment de hussards - 1er août 1914 - 11 novembre 1918, Paris, Berger-Levrault, 1920, 95 p., lire en ligne sur Gallica.
- Le 2e de Hussards, par un officier de Chamborant, Paris, Berger-Levrault, 1938, 27 p.
- MASSONI (Gérard-Antoine), Historique du 2e hussards, Saint Dié, Imp. de l'Ormont, 2002
- MASSONI (Gérard-Antoine), Ces héros de Chamborant, Haguenau, Edition de l'Amicale du 2e Hussards, 2019, p. 138
- MENGELLE (général André), "Attaque de la ferme Casanova par le 2e Hussards", dans Vivat Hussar, Tarbes, 1992, no 27, p. 57-67.
- PALOSSE (Major Patrick), 2e Régiment de Hussards, Paris, Éditions LBM, 2007
- PHILIPPON (Annie), "Attaque de la ferme Casanova par le 2e Hussards, le 24 juin 1859", dans Vivat Hussar, Tarbes, 1985, no 20, p. 50-51.
- PLANCKE (R.C), "Chronique des régiments : Le 2e Hussards", dans Vivat Hussar, Tarbes, 1975, no 10, p. 133-148.
- Revue Historique des Armées, « Chamborant, 2e Hussards », Paris, 1959, no 2, p. 61 à 64.
- ROCCA (de), Mémoires de la guerre des Français en Espagne, Paris, Gide, 1814
- ROLLAND (commandant de), "Le 29e GRDI dans la bataille", dans la Revue Historique de l'Armée, Vincennes, no 3 et 4, 1947
- ROMAN-AMAT (Bernard), "La charge, 8 août 1914, par un officier, membre de la Société d'études des Hautes-Alpes". Extrait du Bulletin de la Société d'études des Hautes-Alpes, années 1915-1916. Gap, L. Jean et Peyrot, 1916, in-8°, 8 p.
- ROMAN-AMAT (Bernard), Mémoire de guerre, 1914-1918, Sisteron, 1994
- SPENS (Willy de), Mémoires tome 1 "Printemps Gris" et tome 3 "Le hussard malgré lui", La table ronde, Paris 1974 et 1976
- LOMBARD (Ulice), Retour de la colline du désespoir, Récits d'opérations du petit monde du renseignement humain (Français) Broché – 22 septembre 2020.